# 中華民國臺灣地區島嶼列表
本文敘述中華民國實際統治領域（臺灣地區）之島嶼，及雖有主權爭議但現今仍廣泛被中華民國政府劃入領土範圍內的島嶼（釣魚臺列嶼、民主礁、嶝島群島等）。

## 概況
臺灣在地質上屬於大陸島。在附屬島嶼中，綠島、蘭嶼、基隆嶼、北方三島、龜山島屬火山島，琉球嶼屬珊瑚島，外傘頂洲、舊港等則屬沖積島；中興新洲為河中島，辯天島、拉魯島等為湖中島，彰化濱海工業區、雲林離島工業區等則為人工島。漁光島、旗津島原為與台灣本島相連的半島，後因開闢航道而形成島嶼。在台灣的附屬島嶼當中，北部區域島嶼總共大約26座（不含釣魚台列嶼約8座），中部區域共約10座，南部區域共約13座，東部區域共約15座，加上台灣本島總計共有大約65座。若含釣魚台列嶼，則共約73座。
澎湖群島島嶼共約106座，其中18座島嶼屬於有常住人口的有人島。在地質上，澎湖群島主要屬於火山島，極少數例外如澎澎灘和番黍仔尾嶼屬沙洲島；整體岩石構成大多是玄武岩，只有花嶼因形成較古老，為安山岩和流紋岩，這樣的岩石構成是因為南海曾經歷經了短期海底擴張所造成的結果。
在福建沿海島嶼中，馬祖列島島嶼共約40座，其中6座島嶼是有常住人口的有人島；金門群島島嶼則共約51座，其中2座島嶼為有常住人口之有人島；烏坵列嶼共約13座，其中2座島嶼是有常住人口的有人島。福建沿海島嶼地質上均屬於大陸島，總計約104座。
南海諸島包含東沙群島和南沙群島，總共大約有3座，地質上屬於珊瑚島。
中華民國政府實際管轄島嶼包含臺灣及附屬島嶼65個（不含釣魚台列嶼約8座），澎湖群島島嶼約106座，金門群島島嶼約51座，烏坵列嶼約13座，馬祖列島島嶼約40座，東沙群島1座，南沙群島2座，合計約278座。
2000年，為了促進離島建設發展並改善離島地區生活，政府制定了《離島建設條例》，但法規僅適用於特定島嶼：必須與臺灣本島無橋樑或海底隧道等陸路交通之連結，且天然形成，在自然狀況下四面環水，最高潮時仍露出水面之陸地並不屬於離岸沙洲的島嶼。

## 島嶼面積和人口列表
本列表列出中華民國面積前50大之島嶼，且此50座島嶼即涵括了中華民國所有具有常住人口之有人島；此列表列入河中島、湖中島、人工島、因開闢航道而與台灣本島分離所形成之島嶼及沖積島（可能並未涵蓋所有雲林至臺南沿海一帶之沙洲），但不計入面積排名且為非精準或固定之面積；釣魚臺列嶼因非中華民國實質管轄，故列出但不計入排名。本列表不列出含大嶝、小嶝、角嶝在內的所有現受中華人民共和國政府實質管轄之島嶼。
| 面積順位 | 人口順位 | 名稱                   | 縣市別                         | 鄉鎮市區別                     | 位置或所屬群島            | 面積（km²） | 設籍人口 （2022年7月）     | 人口密度（/km²） | 備註                                                   |
| -------- | -------- | ---------------------- | ------------------------------ | ------------------------------ | ------------------------- | ----------- | -------------------------- | ---------------- | ------------------------------------------------------ |
| 1        | 1        | 臺灣島                 | 13縣市+6直轄市                 | 348鄉鎮市區                    | 西太平洋                  | ,35,807.82  | ,22,816,458                | 637.19           | [ 3 ]                                                  |
| 2        | 2        | 金門島                 | 金門縣                         | 金城鎮、金湖鎮、金沙鎮、金寧鄉 | 金門群島                  | 00,134.25   | ,126,967                   | 945.75           |                                                        |
| 3        | 3        | 澎湖本島               | 澎湖縣                         | 馬公市、湖西鄉                 | 澎湖群島                  | 00,065.41   | ,77,282                    | 1181.50          | [ 4 ]                                                  |
| 4        | 11       | 蘭嶼                   | 臺東縣                         | 蘭嶼鄉                         | 菲律賓海西側              | 00,046.82   | ,5,235                     | 111.81           |                                                        |
| 5        | 8        | 漁翁島                 | 澎湖縣                         | 西嶼鄉                         | 澎湖群島                  | 00,017.84   | ,8,006                     | 448.77           | [ 4 ]                                                  |
| 6        | 12       | 綠島                   | 臺東縣                         | 綠島鄉                         | 菲律賓海西側              | 00,015.09   | ,4,264                     | 282.57           |                                                        |
| 7        | 6        | 烈嶼                   | 金門縣                         | 烈嶼鄉                         | 金門群島                  | 00,014.85   | ,12,591                    | 847.88           |                                                        |
| 8        | 10       | 白沙島                 | 澎湖縣                         | 白沙鄉                         | 澎湖群島                  | 00,013.88   | ,5,813                     | 418.80           | [ 4 ]                                                  |
| 不適用   | 不適用   | 臺中港西-南碼頭        | 臺中市                         | 龍井區                         | 臺灣島西岸                | 00,012.32   | 待確認                     | 待確認           | 人工島                                                 |
| 不適用   | 不適用   | 彰化濱海工業區鹿港區   | 彰化縣                         | 鹿港鎮                         | 臺灣島西岸                | 00,011.89   | 待確認                     | 待確認           | 人工島                                                 |
| 9        | 9        | 南竿島                 | 連江縣                         | 南竿鄉                         | 馬祖列島 （竿塘列島）     | 00,010.43   | ,7,775                     | 745.45           |                                                        |
| 10       | 14       | 七美嶼                 | 澎湖縣                         | 七美鄉                         | 澎湖群島 （澎湖南海）     | 00,007.59   | ,3,875                     | 510.54           | [ 4 ]                                                  |
| 11       | 7        | 琉球嶼                 | 屏東縣                         | 琉球鄉                         | 臺灣海峽東側              | 00,006.80   | ,12,234                    | 1799.12          |                                                        |
| 12       | 16       | 望安島                 | 澎湖縣                         | 望安鄉                         | 澎湖群島 （澎湖南海）     | 00,006.74   | ,2,226                     | 330.27           | [ 4 ]                                                  |
| 13       | 15       | 北竿島                 | 連江縣                         | 北竿鄉                         | 馬祖列島 （竿塘列島）     | 00,006.44   | ,3,146                     | 488.51           |                                                        |
| 不適用   | 4        | 臺南市第五期市地重劃區 | 臺南市                         | 安平區、中西區                 | 臺灣島西岸                | 00,006.04   | ,57,313                    | 9488.91          | 人工島/沖積島                                          |
| 不適用   | 不適用   | 青山港汕北側           | 臺南市                         | 將軍區                         | 臺灣島西岸                | 00,005.20   | 待確認                     | 待確認           | 沖積島                                                 |
| 不適用   | 不適用   | 釣魚臺（爭議）         | 宜蘭縣                         | 頭城鎮                         | 釣魚臺列嶼                | 00,004.38   | 無人島                     | 不適用           |                                                        |
| 14       | 22       | 東引島                 | 羅源縣（現連江縣代管）         | 東引鄉                         | 馬祖列島 （東湧列島）     | 00,003.22   | ,803                       | 249.38           |                                                        |
| 15       | 19       | 吉貝嶼                 | 澎湖縣                         | 白沙鄉                         | 澎湖群島 （澎湖北海）     | 00,003.06   | ,1,592                     | 520.26           | [ 4 ]                                                  |
| 16       | 不適用   | 龜山島                 | 宜蘭縣                         | 頭城鎮                         | 西太平洋                  | 00,002.84   | 無常住人口                 | 不適用           |                                                        |
| 不適用   | 不適用   | 北門海埔地             | 臺南市                         | 北門區                         | 臺灣島西岸                | 00,002.79   | 待確認                     | 待確認           | 人工島/沖積島                                          |
| 17       | 23       | 東莒島                 | 長樂縣（現連江縣代管）         | 莒光鄉                         | 馬祖列島 （白犬列島）     | 00,002.64   | ,751                       | 284.47           |                                                        |
| 18       | 24       | 西莒島                 | 長樂縣（現連江縣代管）         | 莒光鄉                         | 馬祖列島 （白犬列島）     | 00,002.37   | ,719                       | 303.38           |                                                        |
| 19       | 21       | 虎井嶼                 | 澎湖縣                         | 馬公市                         | 澎湖群島 （澎湖南海）     | 00,002.00   | ,912                       | 456.00           | [ 4 ]                                                  |
| 不適用   | 不適用   | 雲林離島式基礎工業區   | 雲林縣                         | 臺西鄉                         | 臺灣島西岸                | 00,001.90   | 無人島                     | 不適用           | 人工島                                                 |
| 不適用   | 17       | 布袋海埔新生地         | 嘉義縣                         | 布袋鎮                         | 臺灣島西岸                | 00,001.84   | ,2,061                     | 1120.11          | 人工島/沖積島                                          |
| 不適用   | 29       | 漁光島                 | 臺南市                         | 安平區                         | 臺灣島西岸                | 00,001.81   | ,437                       | 241.44           | 原為沙洲半島，後因開闢航道而形成島嶼                   |
| 20       | 33       | 東吉嶼                 | 澎湖縣                         | 望安鄉                         | 澎湖群島 （澎湖南方四島） | 00,001.77   | ,326                       | 184.18           | [ 4 ]                                                  |
| 21       | 不適用   | 東沙島                 | 海南特別行政區（現高雄市代管） | 東沙鄉（現旗津區代管）         | 東沙群島                  | 00,001.74   | 無常住人口                 | 不適用           |                                                        |
| 不適用   | 不適用   | 三爺宮溪河中島         | 臺南市                         | 仁德區                         | 臺灣島西岸                | 00,001.63   | 無常住人口                 | 不適用           |                                                        |
| 22       | 不適用   | 小蘭嶼                 | 臺東縣                         | 蘭嶼鄉                         | 菲律賓海西側              | 00,001.57   | 無人島                     | 不適用           |                                                        |
| 23       | 18       | 將軍澳嶼               | 澎湖縣                         | 望安鄉                         | 澎湖群島 （澎湖南海）     | 00,001.56   | ,1,617                     | 1036.54          | [ 4 ]                                                  |
| 不適用   | 5        | 旗津島                 | 高雄市                         | 旗津區                         | 臺灣島西岸                | 00,001.46   | ,26,902                    | 18426.03         | 原為沙洲半島，後因開闢航道而形成島嶼                   |
| 24       | 27       | 中屯島                 | 澎湖縣                         | 白沙鄉                         | 澎湖群島                  | 00,001.41   | ,640                       | 453.90           | [ 4 ]                                                  |
| 25       | 不適用   | 高登島                 | 連江縣                         | 北竿鄉                         | 馬祖列島 （竿塘列島）     | 00,001.39   | 無常住人口                 | 不適用           |                                                        |
| 26       | 32       | 花嶼                   | 澎湖縣                         | 望安鄉                         | 澎湖群島 （澎湖南海）     | 00,001.27   | ,354                       | 278.74           | [ 4 ]                                                  |
| 27       | 不適用   | 彭佳嶼                 | 基隆市                         | 中正區                         | 東海 （北方四島）         | 00,001.14   | 無常住人口                 | 不適用           |                                                        |
| 28       | 25       | 西引島                 | 羅源縣（現連江縣代管）         | 東引鄉                         | 馬祖列島 （東湧列島）     | 00,001.13   | ,695                       | 615.04           |                                                        |
| 不適用   | 不適用   | 外傘頂洲               | 雲林縣                         | 口湖鄉                         | 臺灣島西岸                | 00,001.00   | 無人島                     | 不適用           | 沖積島                                                 |
| 不適用   | 不適用   | 黃尾嶼（爭議）         | 宜蘭縣                         | 頭城鎮                         | 釣魚臺列嶼                | 00,000.91   | 無人島                     | 不適用           |                                                        |
| 29       | 不適用   | 西吉島                 | 澎湖縣                         | 望安鄉                         | 澎湖群島 （澎湖南方四島） | 00,000.90   | 無人島                     | 不適用           | [ 4 ]                                                  |
| 30       | 不適用   | 大膽島                 | 金門縣                         | 烈嶼鄉                         | 金門群島 （大膽群島）     | 00,000.79   | 無常住人口                 | 不適用           |                                                        |
| 31       | 34       | 大坵嶼                 | 莆田縣 （現金門縣代管）        | 烏坵鄉                         | 烏坵列嶼                  | 00,000.71   | ,316                       | 445.07           |                                                        |
| 32       | 13       | 和平島                 | 基隆市                         | 中正區                         | 東海                      | 00,000.66   | ,4,191                     | 6350.00          |                                                        |
| 不適用   | 28       | 舊港                   | 新竹市                         | 北區                           | 臺灣島西岸                | 00,000.62   | ,625                       | 1008.06          | 沖積島                                                 |
| 33       | 40       | 大坵                   | 連江縣                         | 北竿鄉                         | 馬祖列島 （竿塘列島）     | 00,000.54   | 1 （民宿業者，無常住人口） | 不適用           |                                                        |
| 34       | 39       | 太平島                 | 海南特別行政區（現高雄市代管） | 太平鄉（現旗津區代管）         | 南沙群島                  | 00,000.51   | 5 （醫護人員，無常住人口） | 不適用           |                                                        |
| 35       | 26       | 東嶼坪嶼               | 澎湖縣                         | 望安鄉                         | 澎湖群島 （澎湖南方四島） | 00,000.48   | ,684                       | 1425.00          | [ 4 ]                                                  |
| 36       | 35       | 小門嶼                 | 澎湖縣                         | 西嶼鄉                         | 澎湖群島                  | 00,000.47   | ,315                       | 670.21           | [ 4 ]                                                  |
| 不適用   | 不適用   | 南小島（爭議）         | 宜蘭縣                         | 頭城鎮                         | 釣魚臺列嶼                | 00,000.46   | 無人島                     | 不適用           |                                                        |
| 37       | 31       | 小坵嶼                 | 莆田縣 （現金門縣代管）        | 烏坵鄉                         | 烏坵列嶼                  | 00,000.42   | ,355                       | 845.24           |                                                        |
| 38       | 不適用   | 亮島                   | 連江縣                         | 北竿鄉                         | 馬祖列島 （竿塘列島）     | 00,000.36   | 無常住人口                 | 不適用           |                                                        |
| 39       | 38       | 西嶼坪嶼               | 澎湖縣                         | 望安鄉                         | 澎湖群島 （澎湖南方四島） | 00,000.35   | ,258                       | 737.14           | [ 4 ]                                                  |
| 40       | 20       | 鳥嶼                   | 澎湖縣                         | 白沙鄉                         | 澎湖群島 （澎湖東海）     | 00,000.35   | ,1,328                     | 3794.29          | [ 4 ]                                                  |
| 不適用   | 不適用   | 北小島（爭議）         | 宜蘭縣                         | 頭城鎮                         | 釣魚臺列嶼                | 00,000.33   | 無人島                     | 不適用           |                                                        |
| 41       | 不適用   | 棉花嶼                 | 基隆市                         | 中正區                         | 東海 （北方四島）         | 00,000.32   | 無人島                     | 不適用           |                                                        |
| 不適用   | 不適用   | 中興新洲               | 新北市                         | 三重區                         | 淡水河                    | 00,000.30   | 無常住人口                 | 不適用           | 河中沙洲島，為全臺最大河中島                           |
| 42       | 30       | 桶盤嶼                 | 澎湖縣                         | 馬公市                         | 澎湖群島 （澎湖南海）     | 00,000.30   | ,391                       | 1303.33          | [ 4 ]                                                  |
| 43       | 不適用   | 二膽島                 | 金門縣                         | 烈嶼鄉                         | 金門群島 （大膽群島）     | 00,000.28   | 無常住人口                 | 不適用           |                                                        |
| 44       | 36       | 員貝嶼                 | 澎湖縣                         | 白沙鄉                         | 澎湖群島 （澎湖東海）     | 00,000.25   | ,313                       | 1252.00          | [ 4 ]                                                  |
| 45       | 不適用   | 基隆嶼                 | 基隆市                         | 中正區                         | 東海 （北方四島）         | 00,000.24   | 無常住人口                 | 不適用           |                                                        |
| 不適用   | 不適用   | 野柳                   | 新北市                         | 萬里區                         | 東海                      | 00,000.23   | 無常住人口                 | 不適用           | 原為大屯山山脈延伸至東海之岬角，因侵蝕作用形成大陸島。 |
| 46       | 不適用   | 姑婆嶼                 | 澎湖縣                         | 白沙鄉                         | 澎湖群島 （澎湖北海）     | 00,000.22   | 無人島                     | 不適用           | [ 4 ]                                                  |
| 47       | 不適用   | 三仙台嶼               | 臺東縣                         | 成功鎮                         | 臺灣島東岸                | 00,000.22   | 無人島                     | 不適用           |                                                        |
| 不適用   | 不適用   | 辯天島                 | 臺南市                         | 六甲區                         | 烏山頭水庫                | 00,000.22   | 無人島                     | 不適用           | 為全臺最大湖中島                                       |
| 48       | 不適用   | 黃官嶼                 | 連江縣                         | 南竿鄉                         | 馬祖列島 （竿塘列島）     | 00,000.19   | 無人島                     | 不適用           |                                                        |
| 49       | 37       | 大倉嶼                 | 澎湖縣                         | 白沙鄉                         | 澎湖群島 （澎湖內海）     | 00,000.19   | ,289                       | 1521.05          | [ 4 ]                                                  |
| 50       | 不適用   | 白沙嶼                 | 澎湖縣                         | 白沙鄉                         | 澎湖群島 （澎湖東海）     | 00,000.19   | 無人島                     | 不適用           | [ 4 ]                                                  |

## 地理極點
此列表列出中華民國實際統治地區的東西南北極點和各主要群島和列島的地理極點，具有主權爭議的釣魚臺列嶼（釣魚臺列嶼主權問題）和黃岩島（黃岩島主權問題）若被列入則以括號註記。
|                               |                               | 最北端                                          | 最南端             | 最東端                                          | 最西端                                          |
| ----------------------------- | ----------------------------- | ----------------------------------------------- | ------------------ | ----------------------------------------------- | ----------------------------------------------- |
| 臺灣本島及其附屬島嶼          | 臺灣本島及其附屬島嶼          | 彭佳嶼（北方三島） （黃尾嶼，若包含釣魚台列嶼） | 七星岩（屏東縣）   | 棉花嶼（北方三島） （赤尾嶼，若包含釣魚台列嶼） | 外傘頂洲（雲林縣）                              |
| （釣魚臺列嶼）                | （釣魚臺列嶼）                | （黃尾嶼）                                      | （南小島）         | （赤尾嶼）                                      | （釣魚島）                                      |
| 澎湖群島                      | 澎湖群島                      | 大磽嶼 （目斗嶼，若視大磽嶼為岩礁）             | 七美嶼             | 查母嶼                                          | 花嶼                                            |
| 金門群島 （不包含烏坵列嶼）   | 金門群島 （不包含烏坵列嶼）   | 白巖 （后嶼，若視白巖為岩礁）                     | 東碇島             | 北碇島                                          | 五膽島 （二膽島，若視五膽島為岩礁）             |
| 烏坵列嶼                      | 烏坵列嶼                      | 大坵嶼                                          | 小坵嶼             | 小坵嶼                                          | 大坵嶼                                          |
| 馬祖列島                      | 馬祖列島                      | 北固礁 （西引島，若視北固礁為岩礁）             | 林坳               | 東引島                                          | 蛇山                                            |
| 東沙群島                      | 東沙群島                      | 東沙島                                          | 東沙島             | 東沙島                                          | 東沙島                                          |
| 南沙群島                      | 南沙群島                      | 中洲礁                                          | 太平島             | 中洲礁                                          | 太平島                                          |
| 南海諸島                      | 南海諸島                      | 東沙島（東沙群島）                              | 太平島（南沙群島） | 東沙島（東沙群島） （黃岩島，若包含中沙群島）   | 太平島（南沙群島）                              |
| 台澎地區 （臺灣省＋六都）     | 台澎地區 （臺灣省＋六都）     | 彭佳嶼（北方三島） （黃尾嶼，若包含釣魚台列嶼） | 七星岩（屏東縣）   | 棉花嶼（北方三島） （赤尾嶼，若包含釣魚台列嶼） | 花嶼（澎湖群島）                                |
| 金馬地區 （福建省）           | 金馬地區 （福建省）           | 北固礁（馬祖列島） （西引島，若視北固礁為岩礁） | 東碇島（金門群島） | 東引島（馬祖列島）                              | 五膽島（金門群島） （二膽島，若視五膽島為岩礁） |
| 台澎金馬地區 （排除南海諸島） | 台澎金馬地區 （排除南海諸島） | 北固礁（馬祖列島） （西引島，若視北固礁為岩礁） | 七星岩（屏東縣）   | 棉花嶼（北方三島） （赤尾嶼，若包含釣魚台列嶼） | 五膽島（金門群島） （二膽島，若視五膽島為岩礁） |
| 中華民國實際統治地區          | 中華民國實際統治地區          | 北固礁（馬祖列島） （西引島，若視北固礁為岩礁） | 太平島（南沙群島） | 棉花嶼（北方三島） （赤尾嶼，若包含釣魚台列嶼） | 太平島（南沙群島）                              |

## 島嶼地域列表
資料來源：
此列表包含已消失島嶼，以及雖有主權爭議但現今仍廣泛被中華民國政府劃入領土範圍內的島嶼，但不列入總數計算並以括號註記；此列表不包含眾多未命名或面積過小之河中島、湖中島與礁石。此列表依中華民國臺灣（北部、中部、南部、東部）、澎湖、金門、烏坵、馬祖、南海（東沙、中沙、南沙）附屬島嶼劃分如下：

### 臺灣附屬島嶼
| \| 本條目屬於 臺灣系列 \| |
| 前往臺灣主題頁 |
| 臺灣概況 - 經濟 • 政治 • 法律 • 人權 • 能源 • 交通 行政區劃 • 城市 • 政府 • 政黨 • 選舉 • 總統 • 外交 軍事 • 族群 • 人口 • 公民 • 原住民族 • LGBT權益 臺海現狀 • 臺灣問題 |
| 臺灣文化 （總覽） - 文學 • 料理 • 茶藝 • 小吃 • 夜市 • 郵票 建築 • 語言 • 宗教 • 葬禮 • 古蹟 • 遺址 • 國寶 民俗文物 • 節日 • 教育 • 體育 • 媒體 • 眷村 文化活動 • 觀光 • 購物中心 • 百貨公司 世界遺產潛力點 • 歷史建築百景 • 流行文化                                                    |
| 臺灣藝術 （總覽） - 音樂 • 漫畫 • 動畫 • 電影 • 攝影 • 舞蹈 戲劇 • 臺劇 |
| 臺灣地理 （總覽） - 天文 • 氣候 • 地質 • 地震 • 斷層 • 火山 • 生態 濕地 • 山峰 • 山脈 • 湖泊 • 水庫 • 河流 • 溫泉 島嶼 • 海岸 • 特殊生物 • 保育生物 • 生態環境 自然保護區 • 國家公園 • 森林遊樂區 縣市級風景特定區 • 直轄市級風景特定區 國家級風景特定區                                 |
| 臺灣歷史 （詳細） - 史前時期(-1624)↓理蕃政策(1933) 原住民聯盟與政權↓奧蘭治城包圍戰(1662)↓澎湖海戰(1683)↓馬關條約(1895)↓日本投降(1945) 荷屬福爾摩沙/西屬艾爾摩莎 鄭氏政權清治時期 日治時期 戰後時期 │1624│1649│1674│1699│1724│1749│1774│1799│1824│1849│1874│1899│1924│1949│1974│1999│2024 |
| 閱 • 論 • 编 |
| 本條目屬於 臺灣系列 |

- 臺灣附屬島嶼（62）

#### 多區域分治島嶼
- 多區域分治島嶼（1）
  - 臺灣島（23°53′56″N 121°04′44″E / 23.898754°N 121.079004°E）：有人島。又稱福爾摩沙，為中華民國最大島。隸屬於臺灣省除澎湖縣外的其餘所有13縣市[註 9]和6直轄市[註 10]，共348個鄉鎮市區及7540個村里。

#### 北部區域
- 北部區域（26）

##### 多縣市分治島嶼
- 新北市–臺北市（1）
  - 汐止區–內湖區（1）
    - 五分埤生態濕地生態島（25°04′29″N 121°37′24″E / 25.074671°N 121.623201°E）：無人島。為位於內溝溪的一座河中島，被新北市與臺北市界線切過。北半部隸屬於新北市汐止區忠山里，南半部隸屬於臺北市內湖區內溝里。

##### 基隆市
- 基隆市（6）
  - 中正區（6）
    - 基隆嶼（25°11′32″N 121°47′09″E / 25.192308°N 121.785816°E）：有非常住人口之島。常與北方三島合稱為北方四島。現駐紮海巡署官兵。隸屬於基隆市中正區，未編定村里。
    - 小基隆嶼（25°11′43″N 121°47′00″E / 25.195257°N 121.783453°E）：無人島。俗稱小杙，位於基隆嶼西北側。隸屬於基隆市中正區，未編定村里。
    - 和平島（25°09′29″N 121°45′57″E / 25.157938°N 121.765867°E）：有人島。昔稱社寮島，隔八尺門水道與位於臺灣本島基隆市中正區正濱里以和平橋相連；並另與位於臺灣本島的基隆市中正區海濱里以社寮橋相連。島上有荷西時期的聖薩爾瓦多城遺址，中山仔嶼因填海造陸與和平島相連，以「千疊敷」海蝕平台地形聞名，今為和平島公園。桶盤嶼以海堤與和平島相連，設有基隆港船舶管制中心，今三島已合一[註 11]。隸屬於基隆市中正區平寮里、社寮里、和憲里三里。
      - （中山仔嶼（25°09′47″N 121°45′50″E / 25.163034°N 121.763895°E）：因填海造陸，已併入和平島）（已與其他島嶼合併，不列入計算）
      - （桶盤嶼（25°09′32″N 121°45′27″E / 25.158959°N 121.757489°E）：因填海造陸，已併入和平島）（已與其他島嶼合併，不列入計算）

    - 花瓶嶼（25°25′27″N 121°56′47″E / 25.424115°N 121.946382°E）：無人島。北方三島之一。隸屬於基隆市中正區，未編定村里。
    - 棉花嶼（25°29′10″N 122°06′20″E / 25.486018°N 122.105648°E）：無人島。北方三島之一。為一中華民國領海基點。至日治時期尚有人居住，至國民政府遷台後將其劃入軍事管制區而成為無人島。臺灣附屬島嶼及實際管轄領土中最東端之地區，並同時為中華民國實際管轄領土中最東端之地區。隸屬於基隆市中正區，未編定村里。
    - 彭佳嶼（25°37′45″N 122°04′41″E / 25.629050°N 122.077984°E）：有非常住人口之島。北方三島之一。該島有二中華民國領海基點。日治時期尚有一般居民居住，但第二次世界大戰時因彭佳嶼燈塔是明顯的目標，先後被轟炸四次而將島上的房舍炸得體無完膚，該地居民就此搬離此島。現駐紮海巡署官兵與氣象局研究員。臺灣附屬島嶼及實際管轄領土中最北端之地區。隸屬於基隆市中正區，未編定村里。
    - （八斗子島（25°08′36″N 121°47′57″E / 25.143252°N 121.799284°E）：因填海造陸形成半島[註 12]）（已與其他島嶼合併，不列入計算）
    - （鱟公嶼：於1906年基隆築港第二期工程中挖除，位於今港務局大樓旁的港內）（已消失，不列入計算）
    - （鱟母嶼：因填海造陸成為基隆市區之一部分，位於位於義一路以西、信五路與信七路向港中延長線之間的水域內）（已與其他島嶼合併，不列入計算）

##### 新北市
- 新北市（7）
  - 萬里區（1）
    - 野柳（25°12′34″N 121°41′39″E / 25.209381°N 121.694151°E）：有人島，但無固定居住人口。位於萬里區野柳里近海的大陸島。隸屬於新北市萬里區野柳里。

  - 金山區（1）
    - 燭台嶼（25°13′58″N 121°39′16″E / 25.232851°N 121.654550°E）：無人島。又稱夫妻嶼、燭台雙峙，位於金山區磺港里外海的小島。隸屬於新北市金山區，未編定村里。

  - 三重區（1）
    - 中興新洲（25°02′54″N 121°29′58″E / 25.048378°N 121.499501°E）：無人島。新聞媒體稱此地為台北島，為位於淡水河的一座河中島，在新北市與臺北市之間。隸屬於新北市三重區，未編定村里。

  - 石碇區（4）
    - 九芎林（24°54′57″N 121°36′27″E / 24.915707°N 121.607421°E）：無人島。又稱九紀山，為位於翡翠水庫內的一座湖中島。在1987年以前翡翠水庫尚未興建時，為一座標高404公尺的山頭，水庫興建後因淹沒其周遭的陸地，而成為一座島嶼。水庫枯水期時會與南邊的南子口嶺有一小部分的陸地連接。隸屬於新北市石碇區後港里。
    - 乾溝（3）：無人島。為位於翡翠水庫內的三座湖中島。其中最大的一座（24°55′45″N 121°37′44″E / 24.929225°N 121.628821°E）在水庫枯水期時會與南邊陸地連接形成半島，隸屬於新北市石碇區永安里。次大的一座（24°55′33″N 121°37′31″E / 24.925816°N 121.625202°E）絕大部分隸屬於新北市石碇區永安里，僅西北角一隅隸屬於新北市石碇區格頭里。最小的一座（24°55′30″N 121°37′23″E / 24.925132°N 121.623194°E）隸屬於新北市石碇區格頭里。

##### 臺北市
- 臺北市（0）
  - 士林區（0）
    - （社子島（25°06′27″N 121°29′14″E / 25.107366°N 121.487141°E）：1965年4月，基隆河第一次截彎取直，將原社子島東側的後港墘地區，由基隆河西側改至東側，1970年代，為興建中山高速公路、臺北交流道，將原基隆河支流番子溝填滿，社子島因而由一座島，轉為一面連著大同區的半島）（已與其他島嶼合併，不列入計算）

##### 宜蘭縣
- 宜蘭縣（9）
  - 頭城鎮（1）
    - 龜山島（24°50′38″N 121°57′07″E / 24.844004°N 121.951988°E）：有非常住人口之島。1977年政府將居民強制遷居至台灣本島後便無常住人口，由海巡署頭城大隊（岸巡第一大隊、第二大隊）官兵管理。為一中華民國領海基點。隸屬於宜蘭縣頭城鎮龜山里第五鄰。
    - （龜卵島（24°48′37″N 121°55′57″E / 24.810274°N 121.932500°E）：原為一無人島。龜山島的附屬島嶼。於1943年間夜晚的一聲巨響後消失，推測為二戰期間被美軍的水雷擊中[7]。但今於中華民國內政部島嶼統計仍可見此島被列入[8]。）（已消失，不列入計算）
    - （釣魚臺列嶼（8）（爭議區域）：無人島。含釣魚臺（25°44′42″N 123°28′31″E / 25.745002°N 123.475250°E）、黃尾嶼（25°55′24″N 123°40′55″E / 25.923280°N 123.682073°E）、赤尾嶼（中華民國現今主權要求領土中最東端之地區）（25°55′20″N 124°33′31″E / 25.922320°N 124.558552°E）、北小島（25°43′41″N 123°32′34″E / 25.728087°N 123.542824°E）、南小島（25°43′26″N 123°32′55″E / 25.723960°N 123.548506°E）、沖北岩（25°46′52″N 123°32′38″E / 25.781058°N 123.543775°E）、沖南岩（25°45′19″N 123°34′00″E / 25.755187°N 123.566775°E）、飛瀨（25°44′08″N 123°30′22″E / 25.7356150°N 123.5061483°E）八島。另包含海星島、海貝島、海龜島、飛龍島、龍珠島等[註 13]共有71座島嶼和島礁。現由日本政府實質管轄，但中華民國行政院現今仍將其列入中華民國有效管轄土地範圍[9]。隸屬於宜蘭縣頭城鎮大溪里）（非實質管轄，不列入計算）

  - 蘇澳鎮（7）
    - 三仙礁（4）：無人島。又稱米島（為中華民國領海基點之稱呼）、三仙台、或大三仙，位於蘇澳港北方澳外海，由本礁（又稱南嶼、蘇澳石、本踏仔）（24°35′51″N 121°53′54″E / 24.5974481°N 121.8983011°E）、平礁（又稱平踏仔）（24°35′55″N 121°54′10″E / 24.598633°N 121.902647°E）[註 14]、尖礁（又稱尖踏仔）（24°35′56″N 121°54′07″E / 24.599004°N 121.901864°E）、和米礁（24°35′57″N 121°54′05″E / 24.5992074°N 121.9012653°E）組成，三仙礁原指除本礁外的三顆礁石，現泛指本礁及附近零星礁石。為台灣知名釣點。隸屬於宜蘭縣蘇澳鎮，未編定村里。[10]
    - 小三仙礁（3）：無人島。位於蘇澳港北方澳東北岸，由黑踏仔尖（24°36′11″N 121°53′10″E / 24.602959°N 121.886115°E）、黑踏仔（24°36′13″N 121°53′13″E / 24.603701°N 121.887027°E）和鳥屎踏仔（24°36′17″N 121°53′25″E / 24.604843°N 121.890323°E）組成，亦為釣魚聖地。隸屬於宜蘭縣蘇澳鎮，未編定村里。

  - 冬山鄉（1）
    - 梅花湖湖心島（24°38′38″N 121°44′03″E / 24.643777°N 121.734044°E）：無人島。位於梅花湖內的湖中島，與湖岸以小橋連接。隸屬於宜蘭縣冬山鄉得安村。

##### 桃園市
- 桃園市（1）
  - 大溪區（1）
    - 情人島（24°49′16″N 121°19′06″E / 24.821199°N 121.318329°E）：無人島。是石門水庫的湖中島。隸屬於桃園市大溪區復興里。

##### 新竹縣
- 新竹縣（1）
  - 峨眉鄉（1）
    - 鯉魚島（24°40′40″N 120°59′01″E / 24.677683°N 120.983532°E）：無人島。是峨眉湖的湖中島。隸屬於新竹縣峨眉鄉湖光村。

##### 新竹市
- 新竹市（2）
  - 北區（1）
    - 舊港（24°50′44″N 120°56′29″E / 24.845532°N 120.941419°E）：有人島。位在頭前溪出海口的沙洲；與新竹市和新竹縣竹北市河岸兩側分別以舊港大橋與白地橋連結；與新竹縣市河岸兩側另有竹港大橋連結。隸屬於新竹市北區舊港里[11]:34—35。

  - 東區（1）
    - 飛島（24°46′30″N 120°58′19″E / 24.774876°N 120.971950°E）：無人島。是青草湖的湖中島，原名鳥島，為了與鄰近的鳳凰橋映襯而改名；與湖岸以映月橋連結。隸屬於新竹市東區明湖里[11]:74—75。

#### 中部區域
- 中部區域（10）

##### 苗栗縣
- 苗栗縣（3）
  - 頭屋鄉（3）
    - 日新島（24°35′17″N 120°53′25″E / 24.5879291°N 120.8901925°E）：無人島。明德水庫內最大的湖中島，以明德水庫貳號吊橋連接湖岸。隸屬於苗栗縣頭屋鄉明德村。
    - 鴛鴦島（24°35′06″N 120°53′22″E / 24.585125°N 120.889549°E）：無人島。明德水庫內的湖中島，隸屬於苗栗縣頭屋鄉明德村。
    - 海棠島（24°35′22″N 120°54′41″E / 24.589395°N 120.911469°E）：無人島。明德水庫內的湖中島，隸屬於苗栗縣頭屋鄉明德村。

##### 臺中市
- 臺中市（2）
  - 北區（1）
    - 台中公園湖心亭（24°08′38″N 120°41′04″E / 24.143751°N 120.684443°E）：有人島，但無固定居住人口。台中公園日月湖內的湖中島，有小橋與湖岸連接。隸屬於臺中市北區新興里。

  - 龍井區
    - 臺中港西-南碼頭（24°13′08″N 120°28′46″E / 24.218802°N 120.4793791°E）：有人島，但無固定居住人口。臺中港內的人工島，有橋樑與島嶼連接。隸屬於臺中市龍井區麗水里。

##### 彰化縣
- 彰化縣（1）
  - 鹿港鎮（1）
    - 彰化濱海工業區鹿港區（24°04′19″N 120°23′24″E / 24.072021°N 120.390137°E）：被吉安水道與台灣本島分開。彰濱工業區的三個區之一，與吉安水道對岸以鹿安橋和鹿公路連結。隸屬於彰化縣鹿港鎮海埔里和東石里[12]。

##### 南投縣
- 南投縣（1）
  - 魚池鄉（1）
    - 拉魯島（23°51′21″N 120°54′41″E / 23.855723°N 120.911299°E）：無人島。日月潭的湖中島，舊稱光華島。隸屬於南投縣魚池鄉水社村。

##### 雲林縣
- 雲林縣（4）
  - 口湖鄉（2）
    - 外傘頂洲（23°29′31″N 120°04′49″E / 23.492020°N 120.080325°E）：無人島。現存面積約100餘公頃，因形狀似傘得名。行政上由雲林縣管轄，不過由於沙洲漂移，如今絕大部份位於嘉義縣東石鄉外海約10餘公里處，主要由濁水溪的泥沙沖積而成，是雲嘉南濱海國家風景區的景點之一，島上現已無任何居民，不過依然有門牌。臺灣附屬島嶼及實際管轄領土中最西端之地區。隸屬於雲林縣口湖鄉台子村。
    - 統汕洲-箔子寮汕（23°35′20″N 120°07′21″E / 23.589010°N 120.122547°E）：無人島。從Google地圖衛星空照圖判斷，2020年時為一島嶼。隸屬於雲林縣口湖鄉，未編定村里。

  - 臺西鄉（2）
    - 海豐島（23°41′19″N 120°08′27″E / 23.688604°N 120.140835°E[註 15]）：無人島。又稱佐佐木島。位在雲林縣境內西南側的海岸外，約台西、四湖、口湖一帶近海，長約15.19公里屬於與陸地平行之障島沙洲。長期受淤沙推積與潮汐海流的影響，島況變幻莫測；曾多遍沈沒又復次浮現。日治時期，有一佐佐木將軍上陸勘察，逕稱「佐佐木島」。最新一次再現洲島蹤跡，為當地漁民於1988年時再發現。海豐島與台西鄉五條港安西府的傳說信仰與建廟沿革密不可分。隸屬於雲林縣臺西鄉，未編定村里。
    - 雲林離島式基礎工業區（23°43′41″N 120°09′40″E / 23.727992°N 120.161046°E）：無人島。目前為未開發的荒蕪地帶，與台灣本島以橋樑連結。隸屬於雲林縣臺西鄉，未編定村里。[13][註 16]。

#### 南部區域
- 南部區域[註 17]（13）

##### 多縣市分治島嶼
- 嘉義縣-臺南市（1）
  - 布袋鎮-北門區
    - 八掌溪口沙洲（23°19′53″N 120°07′04″E / 23.331512°N 120.117688°E）：無人島。為位於八掌溪的一座沙洲島，被嘉義縣與臺南市界線切過。北半部隸屬於嘉義縣布袋鎮好美里，南半部隸屬於臺南市北門區雙春里。

##### 嘉義縣
- 嘉義縣（2）
  - 布袋鎮（1）
    - 布袋海埔新生地（23°22′52″N 120°08′40″E / 23.381100°N 120.144575°E）：有人島。被布袋港航道與台灣本島分開，與布袋港對岸以布新橋連結。布袋商港位於本處西側。隸屬於嘉義縣布袋鎮岑海里。[14]

  - 大埔鄉（1）
    - 印仔島（23°15′38″N 120°33′29″E / 23.260600°N 120.558084°E）：無人島。曾文水庫內的湖中島，隸屬於嘉義縣大埔鄉西興村。

##### 臺南市
- 臺南市（7）
  - 多鄉鎮市區分治島嶼（1）
    - 臺南市第五期市地重劃區（22°59′22″N 120°10′25″E / 22.989511°N 120.173510°E）：有人島。被台南運河與台灣本島分開，與運河對岸以多座橋樑連結。絕大部分隸屬於臺南市安平區（此島本身亦構成安平區約一半區域），包含億載里、平通里、華平里、怡平里、建平里、育平里、國平里、文平里八里，台17線中華西路以東小部分則屬於中西區大涼里。

  - 安平區（1）
    - 漁光島（22°58′51″N 120°09′25″E / 22.980779°N 120.157020°E）：有人島。原為半島，安平新、舊港先後打通後，與本島分離，與臺南市第五期市地重劃區以漁光大橋連結。隸屬於臺南市安平區漁光里。

  - 北門區（1）
    - 北門海埔地（23°17′04″N 120°06′41″E / 23.284537°N 120.111441°E）：有人島。被頭港大排水與台灣本島分開，王爺港汕有時會相連於本處西側至西南側[註 18]，與台灣本島以多座橋樑連結。隸屬於臺南市北門區保吉里、永隆里和永華里。
    - （北門潟湖沙洲（0）：此處沙洲常因海流與沙源變化而有所改變，與台灣本島有時分開、有時相連，故可視為島嶼之數量難以固定。）
      - （王爺港汕（23°14′34″N 120°05′19″E / 23.242856°N 120.088702°E），又稱新北港汕，常與北門海埔地相連。）（非島嶼，不列入計算）

  - 將軍區（1）
    - 青山港汕北島（23°13′08″N 120°05′08″E / 23.218983°N 120.085456°E）：有人島。青山港（鯤鯓漁港）為界以北部分，被北航道、西南航道與台灣本島分開，和台灣本島有兩座橋樑連接。將軍漁港、扇形鹽田位於此。隸屬於臺南市將軍區長沙里、平沙里和鯤鯓里。

  - 七股區（1）
    - 七股潟湖沙洲（1）：此處沙洲常因海流與沙源變化而有所改變，與台灣本島或其他沙洲有時分開、有時相連，故可視為島嶼之數量難以固定。另沙洲若可以道路（含堤防道路，非橋樑）與台灣本島連接，則應不歸類為島嶼。
      - 青山港汕南島-網子寮汕（23°08′49″N 120°03′56″E / 23.146861°N 120.065548°E）：無人島。青山港汕南側為以青山港為界以南部分，與台灣本島以一座橋樑連結。網子寮汕可乘觀光竹筏登島。根據Google地圖衛星空照圖判斷，2017年底時為島嶼的青山港汕南側以及現與之相連的網子寮汕，故列入一島嶼計算。隸屬於臺南市七股區西寮里、塩埕里和三股里。
      - （頂頭額汕（23°06′20″N 120°02′14″E / 23.105567°N 120.037240°E）（以北堤堤防連接臺灣本島。臺灣島最西點））（非島嶼，不列入計算）
      - （新浮崙汕（23°03′59″N 120°02′26″E / 23.066270°N 120.040505°E）（以七股堤防連接臺灣本島））（非島嶼，不列入計算）

  - 六甲區（1）
    - 辯天島（23°12′06″N 120°22′36″E / 23.2016995°N 120.3767536°E）：無人島。是烏山頭水庫的湖中島，島上有一傳聞為總統行館的建築物。隸屬於臺南市六甲區王爺里。[15]

  - 仁德區（1）
    - 三爺宮溪河中島（22°55′35″N 120°12′18″E / 22.926455°N 120.204867°E）：有人島，無常住人口。位於三爺宮溪內的河中島，和台灣島有橋樑連接。隸屬於臺南市仁德區大甲里。

##### 高雄市
- 高雄市（2[註 19]）
  - 鳥松區（1）
    - 富國島（22°39′46″N 120°20′59″E / 22.6627846°N 120.3496727°E）：無人島。位於澄清湖內的湖中島，和湖岸有小橋連接。隸屬於高雄市鳥松區鳥松里。

  - 旗津區（1[註 19]）
    - 旗津島（22°34′07″N 120°18′15″E / 22.568648°N 120.304166°E）：有人島。原為半島，高雄港第2港口開港後，與本島分離。與位於臺灣本島的前鎮區以高雄港過港隧道連結。隸屬於高雄市旗津區全區所有里[註 20]。

##### 屏東縣
- 屏東縣（3）
  - 恆春鎮（2）
    - 七星岩（21°45′23″N 120°49′35″E / 21.756389°N 120.826333°E）（2）：無人島。在墾丁國家公園鵝鑾鼻以南巴士海峽海域，退潮時，可看到七個礁岩，漲潮時，只能看到二顆礁岩。臺灣附屬島嶼及實際管轄領土中最南端之地區。為一中華民國領海基點。隸屬於屏東縣恆春鎮，未編定村里。

  - 琉球鄉（1）
    - 琉球嶼（22°20′37″N 120°22′22″E / 22.3436407°N 120.3726684°E）：有人島。常被稱作小琉球。為一中華民國領海基點。隸屬於屏東縣琉球鄉全鄉所有村。

#### 東部區域
- 東部區域（15）

##### 花蓮縣
- 花蓮縣（3）
  - 豐濱鄉（3）
    - 奚卜蘭島（23°27′52″N 121°30′02″E / 23.464562°N 121.500683°E）：無人島。又稱獅球嶼，位於秀姑巒溪入海處。奚普蘭島本身雖經年受河流、海水侵蝕，但因其地層屬堅硬的都巒山層，故能屹立至今。隸屬於花蓮縣豐濱鄉港口村。
    - 石梯鼻（2）（23°28′58″N 121°30′58″E / 23.482871°N 121.516108°E）：無人島。為一中華民國領海基點，隸屬於花蓮縣豐濱鄉港口村。

##### 臺東縣
- 臺東縣（12）
  - 成功鎮（1）
    - 三仙台嶼（23°07′32″N 121°25′03″E / 23.125593°N 121.417587°E）：無人島。又稱比西里岸。與臺灣本島以三仙台跨海步道橋連結。隸屬於臺東縣成功鎮三仙里。

  - 綠島鄉（7）
    - 多村里分治島嶼（1）
      - 綠島（22°39′42″N 121°29′29″E / 22.661629°N 121.491252°E）：有人島。又稱火燒島，為綠島鄉最大島。隸屬於臺東縣綠島鄉全鄉所有村。

    - 公舘村（6）
      - 無人島（6）：青魚嶼（22°40′55″N 121°30′40″E / 22.681857°N 121.511004°E）、樓門岩（22°40′49″N 121°30′43″E / 22.680416°N 121.511825°E）、樓門巖（22°40′52″N 121°30′48″E / 22.681112°N 121.513356°E）、內巖（又稱哈巴狗岩）（22°39′17″N 121°30′34″E / 22.654811°N 121.509393°E）、島卵岩（22°39′48″N 121°30′44″E / 22.6634551°N 121.5121986°E）、飛岩（為一中華民國領海基點）（22°41′09″N 121°31′20″E / 22.685924°N 121.522285°E）

  - 蘭嶼鄉（4[註 21]）
    - 多村里分治島嶼（1）
      - 蘭嶼（22°03′16″N 121°32′46″E / 22.054432°N 121.546030°E）：有人島。又稱紅頭嶼，達悟語Pongso no Tao。為蘭嶼鄉最大島。隸屬於臺東縣蘭嶼鄉全鄉所有村。

    - 東清村（2）
      - 小蘭嶼（21°56′59″N 121°36′36″E / 21.949608°N 121.609950°E）：無人島。又稱小紅頭嶼，達悟語Jiteiwan或Jimagaod。位於蘭嶼南方，其西南海域又有暗礁，名為高台石。該島有二中華民國領海基點。
      - 無人島（1）：軍艦岩（22°04′45″N 121°34′51″E / 22.079268°N 121.580712°E）

    - 紅頭村（1）
      - 無人島（1）：外礁（22°01′25″N 121°32′20″E / 22.023562°N 121.538783°E）

### 澎湖群島
- 澎湖群島（106）[16][17]

| 面積順位 | 設籍人口順位 | 名稱       | 所屬鄉市        | 所屬村里        | 所處澎湖海域    | 面積（km²）   | 設籍人口 (2022年7月)           | 人口密度（/km²） | 經度                                         | 緯度                                         | 最高高度（m）     | 海岸線長度（km） | 是/否為1916年清查之64島嶼 | 是/否為2005年清查之90島嶼 | 備註                                                                             |
| -------- | ------------ | ---------- | --------------- | --------------- | --------------- | ------------- | ------------------------------ | ---------------- | -------------------------------------------- | -------------------------------------------- | ----------------- | ---------------- | ------------------------- | ------------------------- | -------------------------------------------------------------------------------- |
| 1        | 1            | 澎湖本島   | 馬公市+ 湖西鄉  | 31里 22村       | 本島            | 00,065.4132   | ,77,282                        | 1181.50          | 119.625898                                   | 23.571559                                    | 56                | 00,0159.694      | 是                        | 是                        | 澎湖面積最大和人口最多的島嶼                                                     |
| 2        | 2            | 漁翁島     | 西嶼鄉          | 10村            | 本島            | 00,017.838    | ,8,006                         | 448.77           | 119.515098                                   | 23.600640                                    | 58                | 00,056.543       | 是                        | 是                        |                                                                                  |
| 3        | 3            | 白沙島     | 白沙鄉          | 10村            | 本島            | 00,013.8763   | ,5,812                         | 418.80           | 119.594122                                   | 23.655850                                    | 42                | 00,046.525       | 是                        | 是                        |                                                                                  |
| 4        | 4            | 七美嶼     | 七美鄉          | 6村             | 南海            | 00,007.5895   | ,3,875                         | 510.54           | 119.428479                                   | 23.207507                                    | 64                | 00,019.247       | 是                        | 是                        | 澎湖最南端                                                                       |
| 5        | 5            | 望安島     | 望安鄉          | 4村             | 南海 (望安群島) | 00,006.7413   | ,2,226                         | 330.27           | 119.502599                                   | 23.374437                                    | 54                | 00,021.693       | 是                        | 是                        |                                                                                  |
| 6        | 7            | 吉貝嶼     | 白沙鄉          | 吉貝村          | 北海            | 00,003.0573   | ,1,591                         | 520.26           | 119.613331                                   | 23.745954                                    | 18                | 00,013.434       | 是                        | 是                        |                                                                                  |
| 7        | 9            | 虎井嶼     | 馬公市          | 虎井            | 南海            | 00,001.9972   | ,912                           | 456.00           | 119.526791                                   | 23.490476                                    | 61                | 00,010.724       | 是                        | 是                        |                                                                                  |
| 8        | 14           | 東吉嶼     | 望安鄉          | 東吉村          | 南海 (南方四島) | 00,001.7712   | ,326                           | 184.18           | 119.672609                                   | 23.257549                                    | 47                | 00,08.395        | 是                        | 是                        | 澎湖設籍人口密度最低的有人島                                                     |
| 9        | 6            | 將軍澳嶼   | 望安鄉          | 將軍村          | 南海 (望安群島) | 00,001.5617   | ,1,617                         | 1036.54          | 119.532134                                   | 23.369602                                    | 30                | 00,010.194       | 是                        | 是                        |                                                                                  |
| 10       | 11           | 中屯島     | 白沙鄉          | 中屯村          | 本島            | 00,001.4077   | ,640                           | 453.90           | 119.606702                                   | 23.616079                                    | 18                | 00,08.632        | 是                        | 是                        |                                                                                  |
| 11       | 13           | 花嶼       | 望安鄉          | 花嶼村          | 南海 (西南海)   | 00,001.2737   | ,354                           | 278.74           | 119.322150                                   | 23.403031                                    | 53                | 00,05.174        | 是                        | 是                        | 台灣、澎湖最西端                                                                 |
| 12       | 不適用       | 西吉島     | 望安鄉          | 東吉村          | 南海 (南方四島) | 00,000.8978   | 無人島 (1978年7月遷村)         | 不適用           | 119.615147                                   | 23.249943                                    | 23                | 00,05.22         | 是                        | 是                        | 澎湖面積最大的無人島                                                             |
| 13       | 10           | 東嶼坪嶼   | 望安鄉          | 東坪村          | 南海 (南方四島) | 00,000.4792   | ,684                           | 1425.00          | 119.517020                                   | 23.260466                                    | 61                | 00,05.747        | 是                        | 是                        |                                                                                  |
| 14       | 15           | 小門嶼     | 西嶼鄉          | 小門村          | 本島            | 00,000.4737   | ,315                           | 670.21           | 119.520436                                   | 23.653282                                    | 23                | 00,04.348        | 是                        | 是                        |                                                                                  |
| 15       | 18           | 西嶼坪嶼   | 望安鄉          | 西坪村          | 南海 (南方四島) | 00,000.3477   | ,258                           | 737.14           | 119.506761                                   | 23.270559                                    | 42                | 00,02.767        | 是                        | 是                        | 澎湖人口最少的有人島                                                             |
| 16       | 8            | 鳥嶼       | 白沙鄉          | 鳥嶼村          | 東海            | 00,000.3472   | ,1,328                         | 3794.29          | 119.658865                                   | 23.661612                                    | 27                | 00,05.801        | 是                        | 是                        | 台灣、澎湖設籍人口密度最高的島嶼                                                 |
| 17       | 12           | 桶盤嶼     | 馬公市          | 桶盤            | 南海            | 00,000.2984   | ,391                           | 1303.33          | 119.518862                                   | 23.510820                                    | 29                | 00,03.422        | 是                        | 是                        |                                                                                  |
| 18       | 16           | 員貝嶼     | 白沙鄉          | 員貝村          | 東海            | 00,000.251    | ,313                           | 1252.00          | 119.634229                                   | 23.649819                                    | 40                | 00,03.799        | 是                        | 是                        |                                                                                  |
| 19       | 不適用       | 姑婆嶼     | 白沙鄉          | 赤崁村          | 北海            | 00,000.2226   | 無人島                         | 不適用           | 119.556783                                   | 23.716215                                    | 13                | 00,04.098        | 是                        | 是                        | 澎湖北海面積最大的無人島                                                         |
| 20       | 17           | 大倉嶼     | 白沙鄉          | 大倉村          | 內海            | 00,000.1905   | ,289                           | 1521.05          | 119.569130                                   | 23.619273                                    | 20                | 00,03.132        | 是                        | 是                        | 澎湖面積最小的有人島                                                             |
| 21       | 不適用       | 白沙嶼     | 白沙鄉          | 鳥嶼村          | 東海            | 00,000.1885   | 無人島                         | 不適用           | 119.6672641                                  | 23.6778353                                   | 24                | 00,03.114        | 是                        | 是                        | 澎湖東海面積最大的無人島                                                         |
| 22       | 不適用       | 草嶼2      | 望安鄉          | 花嶼村          | 南海 (西南海)   | 00,000.1821   | 無人島                         | 不適用           | 119.336001                                   | 23.320130                                    | 18                | 00,03.93         | 是                        | 是                        |                                                                                  |
| 23       | 不適用       | 金瓜仔礁   | 望安鄉          | 將軍村          | 南海 (望安群島) | 00,000.149    | 無人島                         | 不適用           | 119.525379                                   | 23.373835                                    | 13                | 00,00.877        | 是                        | 是                        |                                                                                  |
| 24       | 不適用       | 鋤頭嶼     | 望安鄉          | 東吉村          | 南海 (南方四島) | 00,000.1471   | 無人島                         | 不適用           | 119.659553                                   | 23.262800                                    | 34                | 00,01.9          | 是                        | 是                        |                                                                                  |
| 25       | 不適用       | 牛母件嶼   | 馬公市          | 安宅            | 內海            | 00,000.1131   | 無人島                         | 不適用           | 119.597215                                   | 23.586796                                    | 12                | 00,00.553        | 是                        | 是                        | 為私人島嶼                                                                       |
| 26       | 不適用       | 毛司嶼     | 白沙鄉          | 鳥嶼村          | 東海            | 00,000.1115   | 無人島                         | 不適用           | 119.671539                                   | 23.686218                                    | 不適用            | 00,01.802        | 是                        | 是                        |                                                                                  |
| 27       | 不適用       | 狗沙仔     | 望安鄉          | 將軍村          | 南海 (望安群島) | 00,000.1112   | 無人島                         | 不適用           | 119.528986                                   | 23.376856                                    | 12                | 00,00.738        | 是                        | 是                        |                                                                                  |
| 28       | 不適用       | 大貓嶼     | 望安鄉          | 花嶼村          | 南海 (西南海)   | 00,000.0903   | 無人島                         | 不適用           | 119.320200                                   | 23.324762                                    | 70                | 00,01.476        | 是                        | 是                        | 澎湖最高點                                                                       |
| 29       | 不適用       | 馬鞍山嶼   | 望安鄉          | 水垵村          | 南海 (望安群島) | 00,000.0598   | 無人島                         | 不適用           | 119.513728                                   | 23.381662                                    | 22                | 00,01.483        | 是                        | 是                        |                                                                                  |
| 30       | 不適用       | 錠鈎嶼     | 湖西鄉          | 北寮村          | 東海            | 00,000.0593   | 無人島                         | 不適用           | 119.699995                                   | 23.617923                                    | 4                 | 00,01.713        | 是                        | 是                        | 實際由4座島礁組成                                                                |
| 31       | 不適用       | 毛常嶼     | 白沙鄉          | 鳥嶼村          | 東海            | 00,000.058    | 無人島                         | 不適用           | 119.671347                                   | 23.675250                                    | 31                | 00,01.054        | 是                        | 是                        |                                                                                  |
| 32       | 不適用       | 香爐嶼     | 湖西鄉          | 尖山村          | 東海 (本島南側) | 00,000.0485   | 無人島                         | 不適用           | 119.659483                                   | 23.541951                                    | 2                 | 00,01.845        | 是                        | 是                        |                                                                                  |
| 33       | 不適用       | 雞善嶼     | 湖西鄉          | 北寮村          | 東海            | 00,000.0454   | 無人島                         | 不適用           | 119.685365                                   | 23.626785                                    | 不適用            | 00,01.241        | 是                        | 是                        | 實際由2座島礁組成                                                                |
| 34       | 19           | 險礁嶼     | 白沙鄉          | 赤崁村          | 北海            | 00,000.0447   | 1 (民宿業者，無常住人口)       | 不適用           | 119.608826                                   | 23.711433                                    | 6                 | 00,00.922        | 是                        | 是                        | 有一戶民宿業者設籍於此，故有非常住人口                                           |
| 35       | 不適用       | 查母嶼     | 湖西鄉          | 龍門村          | 東海            | 00,000.0383   | 無人島                         | 不適用           | 119.725175                                   | 23.535270                                    | 7                 | 00,01.092        | 是                        | 是                        | 實際由2座島礁組成，澎湖最東端                                                    |
| 36       | 不適用       | 屈爪嶼     | 白沙鄉          | 鳥嶼村          | 東海            | 00,000.0343   | 無人島                         | 不適用           | 119.652349                                   | 23.692336                                    | 9                 | 00,01.465        | 是                        | 是                        |                                                                                  |
| 37       | 不適用       | 溪塭       | 湖西鄉          | 北寮村          | 東海            | 00,000.0328   | 無人島                         | 不適用           | 119.678530                                   | 23.598536                                    | 不適用            | 00,00.908        | 否                        | 是                        |                                                                                  |
| 38       | 不適用       | 後袋仔     | 望安鄉          | 將軍村          | 南海 (望安群島) | 00,000.0279   | 無人島                         | 不適用           | 119.536851                                   | 23.361175                                    | 9                 | 00,00.668        | 是                        | 是                        |                                                                                  |
| 39       | 不適用       | 龍頭礁     | 白沙鄉          | 赤崁村          | 東海            | 00,000.0257   | 無人島                         | 不適用           | 119.618542                                   | 23.673547                                    | 6                 | 00,00.697        | 否                        | 是                        |                                                                                  |
| 40       | 不適用       | 北礁       | 白沙鄉          | 鳥嶼村          | 東海            | 00,000.0248   | 無人島                         | 不適用           | 119.671858                                   | 23.688820                                    | 不適用            | 00,00.598        | 是                        | 是                        |                                                                                  |
| 41       | 19           | 目斗嶼     | 白沙鄉          | 吉貝村          | 北海            | 00,000.0244   | 1 (燈塔主任管理員，無常住人口) | 不適用           | 119.600514                                   | 23.786603                                    | 不適用            | 00,00.843        | 是                        | 是                        | 有燈塔輪班值夜的管理人員居住，故有非常住人口；若視大磽嶼為岩礁，則其為澎湖最北端 |
| 42       | 不適用       | 雞籠嶼     | 馬公市          | 風櫃            | 南海            | 00,000.0243   | 無人島                         | 不適用           | 119.532378                                   | 23.540700                                    | 27                | 00,00.616        | 是                        | 是                        |                                                                                  |
| 43       | 不適用       | 四角嶼     | 馬公市          | 風櫃            | 南海 (接近內海) | 00,000.0218   | 無人島                         | 不適用           | 119.542658                                   | 23.554012                                    | 12                | 00,00.543        | 是                        | 是                        |                                                                                  |
| 44       | 不適用       | 澎澎灘     | 白沙鄉          | 員貝村或 鳥嶼村 | 東海            | 00,000.0217   | 無人島                         | 不適用           | 119.640407                                   | 23.659115                                    | 不適用            | 00,01.038        | 否                        | 是                        |                                                                                  |
| 45       | 不適用       | 鐵砧       | 望安鄉          | 西坪村          | 南海 (南方四島) | 00,000.0205   | 無人島                         | 不適用           | 119.502709                                   | 23.276208                                    | 17                | 00,01.162        | 否                        | 是                        |                                                                                  |
| 46       | 不適用       | 鐵砧嶼     | 白沙鄉          | 赤崁村          | 北海            | 00,000.0198   | 無人島                         | 不適用           | 119.566573                                   | 23.711500                                    | 不適用            | 00,00.687        | 是                        | 是                        |                                                                                  |
| 47       | 不適用       | 白賊嶼     | 白沙鄉          | 赤崁村          | 東海            | 00,000.0191   | 無人島                         | 不適用           | 119.612813                                   | 23.670814                                    | 3                 | 00,00.807        | 否                        | 是                        |                                                                                  |
| 48       | 不適用       | 豬母礁     | 望安鄉          | 東坪村          | 南海 (南方四島) | 00,000.0183   | 無人島                         | 不適用           | 119.547626                                   | 23.236736                                    | 不適用            | 00,00.761        | 否                        | 是                        |                                                                                  |
| 49       | 不適用       | 大塭       | 望安鄉          | 將軍村          | 南海 (望安群島) | 00,000.0175   | 無人島                         | 不適用           | 119.539099                                   | 23.349965                                    | 不適用            | 00,00.776        | 否                        | 是                        |                                                                                  |
| 50       | 不適用       | 金嶼       | 白沙鄉          | 赤崁村          | 北海            | 00,000.0173   | 無人島                         | 不適用           | 119.594772                                   | 23.693406                                    | 14                | 00,00.691        | 是                        | 是                        |                                                                                  |
| 51       | 不適用       | 籠塭       | 望安鄉          | 西安村          | 南海 (望安群島) | 00,000.0163   | 無人島                         | 不適用           | 119.480288                                   | 23.357441                                    | 7                 | 00,00.822        | 否                        | 是                        |                                                                                  |
| 52       | 不適用       | 流迴礁     | 白沙鄉          | 通梁村          | 內海 (接近北海) | 00,000.0152   | 無人島                         | 不適用           | 119.544353                                   | 23.649595                                    | 不適用            | 00,00.773        | 否                        | 是                        |                                                                                  |
| 53       | 不適用       | 順風礁     | 白沙鄉          | 通梁村或 後寮村 | 北海            | 00,000.0142   | 無人島                         | 不適用           | 119.554579                                   | 23.675852                                    | 1                 | 00,00.6          | 否                        | 是                        |                                                                                  |
| 54       | 不適用       | 查埔嶼     | 湖西鄉          | 龍門村          | 東海            | 00,000.0131   | 無人島                         | 不適用           | 119.724029                                   | 23.558067                                    | 19                | 00,00.479        | 是                        | 是                        |                                                                                  |
| 55       | 不適用       | 北塭       | 望安鄉          | 西安村          | 南海 (望安群島) | 00,000.0121   | 無人島                         | 不適用           | 119.462241                                   | 23.354967                                    | 10                | 00,00.75         | 否                        | 是                        |                                                                                  |
| 56       | 不適用       | 小貓嶼     | 望安鄉          | 花嶼村          | 南海 (西南海)   | 00,000.0117   | 無人島                         | 不適用           | 119.324505                                   | 23.324033                                    | 不適用            | 00,00.529        | 是                        | 是                        |                                                                                  |
| 57       | 不適用       | 中央嶼     | 馬公市          | 西衛            | 內海            | 00,000.0116   | 無人島                         | 不適用           | 119.588435                                   | 23.595599                                    | 11                | 00,00.593        | 是                        | 是                        |                                                                                  |
| 58       | 不適用       | 南面掛嶼   | 白沙鄉          | 鳥嶼村          | 東海            | 00,000.01     | 無人島                         | 不適用           | 119.664839                                   | 23.668056                                    | 不適用            | 00,00.565        | 是                        | 是                        |                                                                                  |
| 59       | 不適用       | 南塭       | 望安鄉          | 西安村          | 南海 (望安群島) | 00,000.0099   | 無人島                         | 不適用           | 119.465740                                   | 23.348152                                    | 5                 | 00,00.48         | 否                        | 是                        |                                                                                  |
| 60       | 不適用       | 赤嶼       | 湖西鄉          | 北寮村          | 東海            | 00,000.0083   | 無人島                         | 不適用           | 119.675329                                   | 23.599015                                    | 不適用            | 00,00.478        | 否                        | 是                        |                                                                                  |
| 61       | 不適用       | 草嶼1      | 白沙鄉          | 瓦硐村          | 內海            | 00,000.0075   | 無人島                         | 不適用           | 119.581515                                   | 23.648706                                    | 不適用            | 00,00.377        | 是                        | 是                        |                                                                                  |
| 62       | 不適用       | 頭巾       | 望安鄉          | 西坪村          | 南海 (南方四島) | 00,000.0074   | 無人島                         | 不適用           | 119.501524                                   | 23.289722                                    | 49                | 00,00.487        | 是                        | 是                        |                                                                                  |
| 63       | 不適用       | 雁情嶼     | 白沙鄉或 湖西鄉 | 中屯村或 中西村 | 東海 (接近內海) | 00,000.0069   | 無人島                         | 不適用           | 119.614429                                   | 23.607391                                    | 14                | 00,00.331        | 是                        | 是                        | 該劃入白沙鄉或湖西鄉尚有爭議                                                     |
| 64       | 不適用       | 大礁       | 白沙鄉          | 通梁村          | 內海 (接近北海) | 00,000.0068   | 無人島                         | 不適用           | 119.548731                                   | 23.653918                                    | 不適用            | 00,00.35         | 是                        | 是                        |                                                                                  |
| 65       | 不適用       | 小龍       | 白沙鄉          | 員貝村          | 東海            | 00,000.0064   | 無人島                         | 不適用           | 119.630096                                   | 23.640965                                    | 不適用            | 00,00.523        | 是                        | 是                        |                                                                                  |
| 66       | 不適用       | 白沙塭     | 望安鄉          | 西安村          | 南海 (望安群島) | 00,000.0063   | 無人島                         | 不適用           | 119.468650                                   | 23.352629                                    | 5                 | 00,00.319        | 否                        | 是                        |                                                                                  |
| 67       | 不適用       | 大白沙嶼   | 白沙鄉          | 通梁村或 後寮村 | 北海            | 00,000.006    | 無人島                         | 不適用           | 119.564394                                   | 23.694631                                    | 14                | 00,00.37         | 是                        | 是                        |                                                                                  |
| 68       | 不適用       | 天台山塭   | 望安鄉          | 中社村          | 南海 (望安群島) | 00,000.0054   | 無人島                         | 不適用           | 119.487596                                   | 23.378471                                    | 不適用            | 00,00.283        | 否                        | 是                        |                                                                                  |
| 69       | 不適用       | 鼓架嶼     | 湖西鄉          | 尖山村          | 東海 (本島南側) | 00,000.0053   | 無人島                         | 不適用           | 119.659921                                   | 23.555486                                    | 6                 | 00,00.429        | 否                        | 是                        |                                                                                  |
| 70       | 不適用       | 小嶼       | 白沙鄉          | 中屯村          | 內海            | 00,000.0045   | 無人島                         | 不適用           | 119.598575                                   | 23.607943                                    | 8                 | 00,00.284        | 是                        | 是                        |                                                                                  |
| 71       | 不適用       | 過嶼       | 白沙鄉          | 吉貝村          | 北海            | 00,000.0044   | 無人島                         | 不適用           | 119.602309                                   | 23.768733                                    | 不適用            | 00,00.452        | 是                        | 是                        |                                                                                  |
| 72       | 不適用       | 鐘仔       | 望安鄉          | 東坪村          | 南海 (南方四島) | 00,000.004    | 無人島                         | 不適用           | 119.520635                                   | 23.234307                                    | 46                | 00,00.233        | 是                        | 是                        |                                                                                  |
| 73       | 不適用       | 番黍仔尾嶼 | 湖西鄉          | 北寮村          | 東海            | 00,000.0039   | 無人島                         | 不適用           | 119.674533                                   | 23.603616                                    | 不適用            | 00,00.262        | 否                        | 是                        |                                                                                  |
| 74       | 不適用       | 小屈爪     | 白沙鄉          | 鳥嶼村          | 東海            | 00,000.0037   | 無人島                         | 不適用           | 119.651614                                   | 23.689501                                    | 3                 | 00,00.294        | 否                        | 是                        |                                                                                  |
| 75       | 不適用       | 大磽嶼     | 白沙鄉          | 吉貝村          | 北海            | 00,000.0035   | 無人島                         | 不適用           | 119.597425                                   | 23.796937                                    | 不適用            | 00,00.457        | 否                        | 是                        | 澎湖最北端                                                                       |
| 76       | 不適用       | 香爐       | 望安鄉          | 東坪村          | 南海 (南方四島) | 00,000.0033   | 無人島                         | 不適用           | 119.518921                                   | 23.253298                                    | 2                 | 00,00.217        | 否                        | 是                        |                                                                                  |
| 77       | 不適用       | 二塭       | 望安鄉          | 東坪村          | 南海 (南方四島) | 00,000.0028   | 無人島                         | 不適用           | 119.502526                                   | 23.258518                                    | 不適用            | 00,00.207        | 是                        | 是                        |                                                                                  |
| 78       | 不適用       | 土地公嶼   | 白沙鄉          | 通梁村或 後寮村 | 北海            | 00,000.0027   | 無人島                         | 不適用           | 119.557116                                   | 23.688979                                    | 6                 | 00,00.271        | 是                        | 是                        |                                                                                  |
| 79       | 不適用       | 船後礁     | 望安鄉          | 水垵村          | 南海 (望安群島) | 00,000.0027   | 無人島                         | 不適用           | 119.513159                                   | 23.395717                                    | 不適用            | 00,00.273        | 否                        | 是                        |                                                                                  |
| 80       | 不適用       | 船帆嶼礁   | 望安鄉          | 將軍村          | 南海 (望安群島) | 00,000.0026   | 無人島                         | 不適用           | 119.552478                                   | 23.364478                                    | 3                 | 00,00.248        | 否                        | 是                        |                                                                                  |
| 不適用   | 不適用       | 南塭仔     | 望安鄉          | 東坪村          | 南海 (南方四島) | 00,000.0025   | 無人島                         | 不適用           | 119.497098                                   | 23.233288                                    | 不適用            | 不適用           | 否                        | 否                        | 非澎湖縣政府公告島嶼，但符合島嶼標準                                             |
| 81       | 不適用       | 坪嶼       | 白沙鄉          | 講美村          | 東海            | 00,000.0024   | 無人島                         | 不適用           | 119.605008                                   | 23.638863                                    | 9                 | 00,00.218        | 是                        | 是                        |                                                                                  |
| 82       | 不適用       | 海墘嶼     | 西嶼鄉          | 赤馬村          | 內海            | 00,000.0023   | 無人島                         | 不適用           | 119.540354                                   | 23.580409                                    | 不適用            | 00,00.197        | 是                        | 是                        |                                                                                  |
| 83       | 不適用       | 小列嶼     | 白沙鄉          | 吉貝村          | 北海            | 00,000.0019   | 無人島                         | 不適用           | 119.585148                                   | 23.766939                                    | 5                 | 00,00.267        | 否                        | 是                        |                                                                                  |
| 84       | 不適用       | 酒甕礁     | 望安鄉          | 將軍村或 東安村 | 南海 (望安群島) | 00,000.0015   | 無人島                         | 不適用           | 119.519760                                   | 23.351804                                    | 不適用            | 00,00.17         | 否                        | 是                        |                                                                                  |
| 85       | 不適用       | 雞頭嶼     | 白沙鄉          | 講美村          | 東海            | 00,000.0012   | 無人島                         | 不適用           | 119.617489                                   | 23.630230                                    | 不適用            | 00,00.133        | 是                        | 是                        |                                                                                  |
| 86       | 不適用       | 柴垵塭     | 望安鄉          | 東吉村          | 南海 (南方四島) | 00,000.0011   | 無人島                         | 不適用           | 119.618310                                   | 23.255329                                    | 不適用            | 00,00.146        | 否                        | 是                        |                                                                                  |
| 87       | 不適用       | 二磽礁     | 白沙鄉          | 吉貝村          | 北海            | 00,000.0009   | 無人島                         | 不適用           | 119.599496                                   | 23.794689                                    | 不適用            | 00,00.17         | 否                        | 是                        |                                                                                  |
| 88       | 不適用       | 印仔       | 白沙鄉          | 鳥嶼村          | 東海            | 00,000.0006   | 無人島                         | 不適用           | 119.654584                                   | 23.688933                                    | 不適用            | 00,00.156        | 否                        | 是                        |                                                                                  |
| 89       | 不適用       | 半年礁     | 白沙鄉          | 赤崁村          | 北海            | 00,000.0006   | 無人島                         | 不適用           | 119.551463                                   | 23.710484                                    | 不適用            | 00,00.114        | 否                        | 是                        |                                                                                  |
| 90       | 不適用       | 凹門礁     | 望安鄉          | 將軍村或 東安村 | 南海 (望安群島) | 00,000.0004   | 無人島                         | 不適用           | 119.517681                                   | 23.356419                                    | 不適用            | 00,00.078        | 否                        | 是                        | 澎湖面積最小的島嶼                                                               |
| 不適用   | 不適用       | 測天島     | 馬公市          | 案山            | 本島            | 不適用        | 有人島，人口併入澎湖本島計算   | 不適用           | 119.566733                                   | 23.553918                                    | 不適用            | 不適用           | 是                        | 否                        | 因填海造陸，已併入澎湖本島                                                       |
| 不適用   | 不適用       | 尖嶼       | 白沙鄉          | 講美村          | 本島            | 不適用        | 無人島                         | 不適用           | 119.6015919                                  | 23.6358782                                   | 不適用            | 不適用           | 是                        | 否                        | 因修築防波堤，已併入白沙島                                                       |
| 不適用   | 不適用       | 船帆嶼     | 望安鄉          | 將軍村          | 南海 (望安群島) | 不適用        | 無人島                         | 不適用           | 119.5428663                                  | 23.365669                                    | 不適用            | 不適用           | 是                        | 否                        | 因民國94年將其定義為陸連島，已併入將軍澳嶼                                       |
| 不適用   | 不適用       | 寶天嶼     | 湖西鄉          | 紅羅村          | 本島            | 不適用        | 無人島                         | 不適用           | 119.6015919                                  | 23.6358782                                   | 不適用            | 不適用           | 否                        | 否                        | 因修築防波堤，已併入澎湖本島                                                     |
| 不適用   | 不適用       | 雞母塢塭   | 馬公市          | 五德            | 內海            | 不適用        | 無人島                         | 不適用           | 119.583340                                   | 23.536854                                    | 不適用            | 不適用           | 否                        | 否                        | 非澎湖縣政府公告島嶼，但符合島嶼標準                                             |
| 不適用   | 不適用       | 蹺仔礁     | 白沙鄉          | 吉貝村          | 北海            | 不適用        | 無人島                         | 不適用           | 119.611491                                   | 23.778929                                    | 不適用            | 不適用           | 否                        | 否                        | 非澎湖縣政府公告島嶼，但符合島嶼標準                                             |
| 不適用   | 不適用       | 巷空瀨     | 白沙鄉          | 吉貝村          | 北海            | 不適用        | 無人島                         | 不適用           | 119.607118                                   | 23.782488                                    | 不適用            | 不適用           | 否                        | 否                        | 非澎湖縣政府公告島嶼，但符合島嶼標準                                             |
| 不適用   | 不適用       | 外新礁     | 白沙鄉          | 鳥嶼村          | 東海            | 不適用        | 無人島                         | 不適用           | 119.658702                                   | 23.683194                                    | 不適用            | 不適用           | 否                        | 否                        | 非澎湖縣政府公告島嶼，但符合島嶼標準                                             |
| 不適用   | 不適用       | 大燈火礁   | 白沙鄉          | 赤崁村          | 東海            | 不適用        | 無人島                         | 不適用           | 119.626126                                   | 23.680515                                    | 不適用            | 不適用           | 否                        | 否                        | 非澎湖縣政府公告島嶼，但符合島嶼標準                                             |
| 不適用   | 不適用       | 小燈火礁   | 白沙鄉          | 赤崁村          | 東海            | 不適用        | 無人島                         | 不適用           | 119.629689                                   | 23.67869                                     | 不適用            | 不適用           | 否                        | 否                        | 非澎湖縣政府公告島嶼，但符合島嶼標準                                             |
| 不適用   | 不適用       | 空殼嶼     | 白沙鄉或 西嶼鄉 | 赤崁村或 小門村 | 北海            | 不適用        | 無人島                         | 不適用           | 119.508832                                   | 23.690080                                    | 不適用            | 不適用           | 否                        | 否                        | 非澎湖縣政府公告島嶼，但符合島嶼標準。該劃入白沙鄉或西嶼鄉尚有爭議               |
| 不適用   | 不適用       | 翁公石     | 白沙鄉          | 吉貝村          | 北海            | 不適用        | 無人島                         | 不適用           | 119.540947                                   | 23.787553                                    | 不適用            | 不適用           | 否                        | 否                        | 非澎湖縣政府公告島嶼，但符合島嶼標準                                             |
| 不適用   | 不適用       | 海翁礁     | 望安鄉          | 將軍村          | 南海 (望安群島) | 不適用        | 無人島                         | 不適用           | 119.527432                                   | 23.355222                                    | 不適用            | 不適用           | 否                        | 否                        | 非澎湖縣政府公告島嶼，但符合島嶼標準                                             |
| 不適用   | 不適用       | 花嶼南塭   | 望安鄉          | 花嶼村          | 南海 (西南海)   | 不適用        | 無人島                         | 不適用           | 119.341979                                   | 23.308439                                    | 不適用            | 不適用           | 否                        | 否                        | 非澎湖縣政府公告島嶼，但符合島嶼標準                                             |
|          |              | 澎湖群島   | 澎湖縣1市5鄉    | 33里63村        | 台灣海峽中央    | 00,00141.0520 | ,106,376                       | 831.30           | 119.31 (極西點花嶼) ～ 119.73 (極東點查母嶼) | 23.80 (極北點大磽嶼) ～ 23.18 (極南點七美嶼) | 70 (最高點大貓嶼) | 00,0448.974      | 不適用                    | 不適用                    |                                                                                  |

#### 澎湖縣
- 澎湖縣（106）[註 32]

##### 多鄉鎮市區分治島嶼
- 多鄉鎮市區分治島嶼（1）
  - 澎湖本島（23°34′18″N 119°37′33″E / 23.571559°N 119.625898°E）：有人島。又稱大山嶼，與中屯嶼以中正橋連結。隸屬於澎湖縣馬公市除虎井里和桶盤里外的所有里和澎湖縣湖西鄉所有村。

##### 馬公市
- 馬公市（7）
  - 虎井（1）
    - 虎井嶼（23°29′26″N 119°31′36″E / 23.490476°N 119.526791°E）：有人島

  - 桶盤里（1）
    - 桶盤嶼（23°30′39″N 119°31′08″E / 23.510820°N 119.518862°E）：有人島

  - 安宅里（1）
    - 無人島（1）：牛母件嶼（23°35′12″N 119°35′50″E / 23.586796°N 119.597215°E）

  - 風櫃里（2）
    - 無人島（2）：雞籠嶼（23°32′27″N 119°31′57″E / 23.540700°N 119.532378°E）、四角嶼（23°33′14″N 119°32′34″E / 23.554012°N 119.542658°E）

  - 西衛里（1）
    - 無人島（1）：中央嶼（又稱大央嶼）（23°35′44″N 119°35′18″E / 23.595599°N 119.588435°E）

  - 五德里（1）
    - 無人島（1）：雞母塢塭[註 33]（23°32′13″N 119°35′00″E / 23.536854°N 119.583340°E）

  - 案山里（0）
    - （測天島（23°33′14″N 119°34′00″E / 23.553918°N 119.566733°E）：原為一有人島，因填海造陸，已併入澎湖本島）（已合併，不列入計算）

##### 湖西鄉
- 湖西鄉[19]（14）
  - 北寮村（9）
    - 無人島（9）：錠鈎嶼（4[註 34]）（23°37′05″N 119°42′00″E / 23.617923°N 119.699995°E）、雞善嶼（2[註 35]）（23°37′36″N 119°41′07″E / 23.626785°N 119.685365°E）、溪塭（23°35′55″N 119°40′43″E / 23.598536°N 119.678530°E）、赤嶼（23°35′56″N 119°40′31″E / 23.599015°N 119.675329°E）、番黍仔尾嶼（又稱番沙尾）（23°36′13″N 119°40′28″E / 23.603616°N 119.674533°E）

  - 尖山村（2）
    - 無人島（2）：香爐嶼（23°32′31″N 119°39′34″E / 23.541951°N 119.659483°E）、鼓架嶼（23°33′20″N 119°39′36″E / 23.555486°N 119.659921°E）

  - 龍門村（3）
    - 無人島（3）：查母嶼（2[註 36]）（又稱查某島，澎湖群島中最東端之地區）（23°32′07″N 119°43′31″E / 23.535270°N 119.725175°E）、查埔嶼（23°33′29″N 119°43′27″E / 23.558067°N 119.724029°E）

  - 紅羅村（0）
    - （寶天嶼（23°35′35″N 119°38′46″E / 23.593057°N 119.646210°E）：現以土堤連接併入澎湖本島）（已與其他島嶼合併，不列入計算）

##### 白沙鄉
- 白沙鄉（45）
  - 多村里分治島嶼（1）
    - 白沙島（23°39′21″N 119°35′39″E / 23.655850°N 119.594122°E）：有人島。與中屯島以永安橋連結；與漁翁島以澎湖跨海大橋連結。為白沙鄉最大島。隸屬於澎湖縣白沙鄉全鄉除吉貝村、鳥嶼村、員貝村、大倉村、中屯村外的其餘所有村。

  - 吉貝村（9）
    - 吉貝嶼（23°44′45″N 119°36′48″E / 23.745954°N 119.613331°E）：有人島。
    - 目斗嶼（23°47′12″N 119°36′02″E / 23.786603°N 119.600514°E）：僅有非常住人口之島。該島現僅有燈塔輪班值夜的管理人員居住。
    - 無人島（7）：過嶼（23°46′07″N 119°36′08″E / 23.768733°N 119.602309°E）、大磽嶼（澎湖群島中最北端之地區）（23°47′49″N 119°35′51″E / 23.796937°N 119.597425°E）、小列嶼（又稱大柴面礁）（23°46′01″N 119°35′07″E / 23.766939°N 119.585148°E）、二磽礁（23°47′41″N 119°35′58″E / 23.794689°N 119.599496°E）、蹺仔礁[註 33]（23°46′44″N 119°36′41″E / 23.778929°N 119.611491°E）、巷空瀨[註 33]（23°46′57″N 119°36′26″E / 23.782488°N 119.607118°E）、翁公石（為一中華民國領海基點）[註 33][註 37]（23°47′15″N 119°32′27″E / 23.787553°N 119.540947°E）

  - 中屯村（3）
    - 中屯島（23°36′58″N 119°36′24″E / 23.616079°N 119.606702°E）：有人島。與澎湖本島以中正橋連結；與白沙島以永安橋連結。
    - 無人島（2）：雁情嶼[註 38]（23°36′27″N 119°36′52″E / 23.607391°N 119.614429°E）、小嶼（又稱中屯嶼仔）（23°36′29″N 119°35′55″E / 23.607943°N 119.598575°E）

  - 鳥嶼村（10）
    - 鳥嶼（23°39′42″N 119°39′32″E / 23.661612°N 119.658865°E）：有人島。
    - 無人島（9）：白沙嶼（又稱小白沙嶼[註 39]）（23°40′40″N 119°40′02″E / 23.6778353°N 119.6672641°E）、毛司嶼（23°41′10″N 119°40′18″E / 23.686218°N 119.671539°E）、毛常嶼（23°40′31″N 119°40′17″E / 23.675250°N 119.671347°E）、屈爪嶼（23°41′32″N 119°39′08″E / 23.692336°N 119.652349°E）、北礁（23°41′20″N 119°40′19″E / 23.688820°N 119.671858°E）、南面掛嶼（23°40′05″N 119°39′53″E / 23.668056°N 119.664839°E）、小屈爪（23°41′22″N 119°39′06″E / 23.689501°N 119.651614°E）、印仔（23°41′20″N 119°39′17″E / 23.688933°N 119.654584°E）、外新礁[註 33]（23°40′59″N 119°39′31″E / 23.683194°N 119.658702°E）

  - 員貝村（3）
    - 員貝嶼（23°38′59″N 119°38′03″E / 23.649819°N 119.634229°E）：有人島。
    - 無人島（2）：澎澎灘[註 40][註 41]（23°39′33″N 119°38′25″E / 23.659115°N 119.640407°E）、小龍（舊名草嶼或草嶼1）（23°38′27″N 119°37′48″E / 23.640965°N 119.630096°E）

  - 大倉村（1）
    - 大倉嶼（23°37′09″N 119°34′09″E / 23.619273°N 119.569130°E）：有人島。

  - 赤崁村（10）
    - 險礁嶼（23°42′41″N 119°36′32″E / 23.711433°N 119.608826°E）：僅有非常住人口之島。該島有一戶民宿業者設籍於此，故澎湖縣政府將其統計作有人島[20]。
    - 無人島（9）：姑婆嶼（23°42′58″N 119°33′24″E / 23.716215°N 119.556783°E）、龍頭礁（23°40′25″N 119°37′07″E / 23.673547°N 119.618542°E）、鐵砧嶼（23°42′41″N 119°34′00″E / 23.711500°N 119.566573°E）、白賊嶼（23°40′15″N 119°36′46″E / 23.670814°N 119.612813°E）、金嶼（23°41′36″N 119°35′41″E / 23.693406°N 119.594772°E）、半年礁（23°42′38″N 119°33′05″E / 23.710484°N 119.551463°E）、大燈火礁[註 33]（23°40′50″N 119°37′34″E / 23.680515°N 119.626126°E）、小燈火礁[註 33]（23°40′43″N 119°37′47″E / 23.67869°N 119.629689°E）、空殼嶼[21][註 33][註 42]（23°41′24″N 119°30′32″E / 23.690080°N 119.508832°E）

  - 通梁村（5）
    - 無人島（5）：流迴礁（又稱連礁）（23°38′59″N 119°32′40″E / 23.649595°N 119.544353°E）、順風礁[註 43]（23°40′33″N 119°33′16″E / 23.675852°N 119.554579°E）、大礁（23°39′14″N 119°32′55″E / 23.653918°N 119.548731°E）、大白沙嶼[註 43]（23°41′41″N 119°33′52″E / 23.694631°N 119.564394°E）、土地公嶼[註 43]（23°41′20″N 119°33′26″E / 23.688979°N 119.557116°E）

  - 瓦硐村（1）
    - 無人島（1）：草嶼1（舊名草嶼2）（23°38′55″N 119°34′53″E / 23.648706°N 119.581515°E）

  - 講美村（2）
    - 無人島（2）：坪嶼（又稱坪山嶼）（23°38′20″N 119°36′18″E / 23.638863°N 119.605008°E）、雞頭嶼（又稱雞籠嶼）（23°37′49″N 119°37′03″E / 23.630230°N 119.617489°E）
    - （尖嶼（23°38′09″N 119°36′06″E / 23.6358782°N 119.6015919°E）：因講美漁港修築防波堤，尖嶼和白沙島連結成一島）（已與其他島嶼合併，不列入計算）

##### 西嶼鄉
- 西嶼鄉（3）
  - 多村里分治島嶼（1）
    - 漁翁島（23°36′02″N 119°30′54″E / 23.600640°N 119.515098°E）：有人島。又稱西嶼，與白沙島以澎湖跨海大橋連結；與小門嶼以小門橋連結。為西嶼鄉最大島。隸屬於澎湖縣西嶼鄉除小門村外的其餘所有村。

  - 小門村（1）
    - 小門嶼（23°39′12″N 119°31′14″E / 23.653282°N 119.520436°E）：有人島。與漁翁島以小門橋連結。

  - 赤馬村（1）
    - 無人島（1）：海墘嶼（又稱西公灘）（23°34′49″N 119°32′25″E / 23.580409°N 119.540354°E）

##### 望安鄉
- 望安鄉（35）
  - 多村里分治島嶼（1）
    - 望安島（23°22′28″N 119°30′09″E / 23.374437°N 119.502599°E）：有人島。又稱八罩島，為望安鄉最大島。隸屬於澎湖縣望安鄉水垵村、中社村、西安村、東安村。

  - 東吉村（4）
    - 東吉嶼（23°15′27″N 119°40′21″E / 23.257549°N 119.672609°E）：有人島。為南方四島之一。
    - 無人島（3）：西吉嶼（原為有人島並屬於西吉村，1978年7月政府輔導遷村後為無人島。為南方四島之一。）、鋤頭嶼（23°15′46″N 119°39′34″E / 23.262800°N 119.659553°E）、柴垵塭（原屬西吉村）（23°15′19″N 119°37′06″E / 23.255329°N 119.618310°E）

  - 將軍村（9）
    - 將軍澳嶼（23°22′11″N 119°31′56″E / 23.369602°N 119.532134°E）：有人島。
    - 無人島（8）：金瓜仔礁（又稱錦瓜仔）（23°22′26″N 119°31′31″E / 23.373835°N 119.525379°E）、狗沙仔（23°22′37″N 119°31′44″E / 23.376856°N 119.528986°E）、後袋仔（23°21′40″N 119°32′13″E / 23.361175°N 119.536851°E）、大塭（23°21′00″N 119°32′21″E / 23.349965°N 119.539099°E）、船帆嶼礁（23°21′52″N 119°33′09″E / 23.364478°N 119.552478°E）、酒甕礁[註 44]（23°21′06″N 119°31′11″E / 23.351804°N 119.519760°E）、凹門礁[註 44]（23°21′23″N 119°31′04″E / 23.356419°N 119.517681°E）、海翁礁[註 33]（23°21′19″N 119°31′39″E / 23.355222°N 119.527432°E）
    - （船帆嶼（23°21′56″N 119°32′34″E / 23.365669°N 119.5428663°E）：又稱將門嶼。在日治時期統計時列入64島嶼之中，惟於2005年已併入將軍澳嶼計算）（最新統計資料將其視為陸連島，面積併入將軍澳嶼，故不列入計算）

  - 花嶼村（5）
    - 花嶼（23°24′11″N 119°19′20″E / 23.403031°N 119.322150°E）：有人島。澎湖群島中最西端之地區。該島有三中華民國領海基點。
    - 無人島（4）：草嶼2（23°19′12″N 119°20′10″E / 23.320130°N 119.336001°E）、大貓嶼（最高處70公尺，為澎湖群島的最高點，為一中華民國領海基點）（23°19′29″N 119°19′13″E / 23.324762°N 119.320200°E）、小貓嶼（23°19′27″N 119°19′28″E / 23.324033°N 119.324505°E）、花嶼南塭[註 33]（23°18′30″N 119°20′31″E / 23.308439°N 119.341979°E）

  - 東坪村（6）
    - 東嶼坪嶼（23°15′38″N 119°31′01″E / 23.260466°N 119.517020°E）：有人島。為南方四島之一。
    - 無人島（5）：豬母礁（23°14′12″N 119°32′51″E / 23.236736°N 119.547626°E）、鐘仔（23°14′04″N 119°31′14″E / 23.234307°N 119.520635°E）、香爐（23°15′12″N 119°31′08″E / 23.253298°N 119.518921°E）、二塭（23°15′31″N 119°30′09″E / 23.258518°N 119.502526°E）、南塭仔[註 33]（23°14′00″N 119°29′50″E / 23.233288°N 119.497098°E）

  - 西坪村（3）
    - 西嶼坪嶼（23°16′14″N 119°30′24″E / 23.270559°N 119.506761°E）：有人島。為南方四島之一。
    - 無人島（2）：鐵砧（23°16′34″N 119°30′10″E / 23.276208°N 119.502709°E）、頭巾（23°17′23″N 119°30′05″E / 23.289722°N 119.501524°E）

  - 水垵村（2）
    - 無人島（2）：馬鞍山嶼（23°22′54″N 119°30′49″E / 23.381662°N 119.513728°E）、船後礁（23°23′45″N 119°30′47″E / 23.395717°N 119.513159°E）

  - 西安村（4）
    - 無人島（4）：籠塭（23°21′27″N 119°28′49″E / 23.357441°N 119.480288°E）、北塭（23°21′18″N 119°27′44″E / 23.354967°N 119.462241°E）、南塭（23°20′53″N 119°27′57″E / 23.348152°N 119.465740°E）、白沙塭（23°21′09″N 119°28′07″E / 23.352629°N 119.468650°E）

  - 中社村（1）
    - 無人島（1）：天台山塭（23°22′42″N 119°29′15″E / 23.378471°N 119.487596°E）

##### 七美鄉
- 七美鄉（1）
  - 多村里分治島嶼（1）
    - 七美嶼（23°12′27″N 119°25′43″E / 23.207507°N 119.428479°E）：有人島。又稱大嶼，澎湖群島中最南端之地區。為一中華民國領海基點。為澎湖縣七美鄉唯一島嶼。

### 福建沿海島嶼
- 福建沿海島嶼（104）

#### 金門群島
- 金門群島（51）[22][23][24][25][26][27]

##### 金門縣
- 金門縣（51）[註 45][註 46]

###### 多鄉鎮市區分治島嶼
- 多鄉鎮市區分治島嶼（1）
  - 金門島（24°26′50″N 118°22′46″E / 24.447299°N 118.379480°E）：有人島。為金門縣最大島。建有金門大橋與烈嶼連結。隸屬於金門縣金城鎮、金門縣金湖鎮、金門縣金沙鎮和金門縣金寧鄉。

###### 金城鎮
- 金城鎮（3）
  - 未編定村里（1）
    - 無人島（1）：黑巖[28]（24°24′31″N 118°20′45″E / 24.408648°N 118.345935°E）

  - 珠沙里（1）
    - 無人島（1）：大岩嶼[29][30]（24°23′24″N 118°20′22″E / 24.390071°N 118.339370°E）

  - 賢庵里（1）
    - 無人島（1）：建功嶼（24°25′39″N 118°18′00″E / 24.427467°N 118.299948°E）

###### 金湖鎮
- 金湖鎮（3）
  - 溪湖（2）
    - 北碇島（24°25′38″N 118°30′17″E / 24.427263°N 118.504800°E）：僅有非常住人口之島。現有北碇守備隊駐軍，金門群島中最東端之地區。
    - 無人島（1）：北碇頭（24°27′08″N 118°28′21″E / 24.452183°N 118.472366°E）

  - 蓮庵里（1）
    - 無人島（1）：母嶼[31] （24°24′49″N 118°27′29″E / 24.413665°N 118.458110°E）

###### 金沙鎮
- 金沙鎮（16）
  - 未編定村里（6）
    - 無人島（6）：白巖[註 47]（金門群島中最北端之地區）[27][23][32]（24°32′08″N 118°28′39″E / 24.535618°N 118.477602°E）、大撥[註 47][32]（24°32′19″N 118°26′32″E / 24.538596°N 118.442265°E）、小撥[註 47][32] （24°32′16″N 118°26′57″E / 24.537756°N 118.449239°E）、官澳礁[33]（24°31′22″N 118°23′48″E / 24.522682°N 118.396653°E）、西礁（24°31′28″N 118°23′48″E / 24.524393°N 118.396674°E）、照西礁（24°30′33″N 118°23′02″E / 24.509183°N 118.383862°E）

  - 官嶼里（7）
    - 嶼（24°31′45″N 118°24′45″E / 24.529141°N 118.412516°E）：僅有非常住人口之島。又稱西山嶼。現有后嶼守備隊駐軍。
    - 草嶼（24°31′26″N 118°26′14″E / 24.523779°N 118.437193°E）：僅有非常住人口之島。現有草嶼守備隊駐軍。
    - 無人島（5）：東割[34]  （24°31′16″N 118°25′51″E / 24.521109°N 118.430865°E）、后嶼坡（24°31′32″N 118°25′34″E / 24.525548°N 118.426216°E）、烽遂角（24°31′40″N 118°25′22″E / 24.527761°N 118.422850°E）、鬼礁尾（又稱海山美）（24°31′36″N 118°25′44″E / 24.526791°N 118.428806°E）、振武頭（24°31′24″N 118°24′28″E / 24.523276°N 118.407696°E）

  - 大洋里（1）
    - 無人島（1）：狗嶼[35]（24°28′00″N 118°27′54″E / 24.466637°N 118.465013°E）

  - 西園里（2）
    - 無人島（2）：西園嶼[36] （24°31′06″N 118°24′12″E / 24.518211°N 118.403329°E）、洋山嶼（24°30′27″N 118°23′10″E / 24.507587°N 118.386181°E）

###### 金寧鄉
- 金寧鄉（1）
  - 未編定村里（1）
    - 無人島（1）：大墘（24°26′53″N 118°17′55″E / 24.448089°N 118.298693°E）

###### 烈嶼鄉
- 烈嶼鄉（27）
  - 多村里分治島嶼（1）
    - 烈嶼（24°25′51″N 118°14′32″E / 24.430793°N 118.242292°E）：有人島。又稱小金門。為烈嶼鄉最大島。以金門大橋與金門島連結。隸屬於金門縣烈嶼鄉全鄉所有村。

  - 未編定村里（17）
    - 猛虎嶼（24°23′49″N 118°11′35″E / 24.396996°N 118.193094°E）：僅有非常住人口之島。現有猛虎嶼守備隊駐軍。
    - 獅嶼（24°27′20″N 118°13′37″E / 24.455666°N 118.226861°E）：僅有非常住人口之島。現有獅嶼守備隊駐軍。
    - 無人島（15）：檳榔嶼（24°26′13″N 118°11′55″E / 24.436883°N 118.198723°E）、三腳礁（又名三角礁或煙嶼）[37] （24°25′54″N 118°11′30″E / 24.431744°N 118.191677°E）、石山（又名大南礁）（24°23′53″N 118°09′56″E / 24.398012°N 118.165518°E）、兔嶼[38]（24°23′46″N 118°10′17″E / 24.396064°N 118.171304°E）、獅球（24°22′52″N 118°09′51″E / 24.381028°N 118.164121°E）、目嶼（24°22′37″N 118°08′30″E / 24.376816°N 118.141727°E）、四膽（又名四擔島）[39]（24°22′40″N 118°08′32″E / 24.37777°N 118.14219°E）[40] 、五膽（又名五擔，金門群島中最西端之地區（24°22′29″N 118°08′18″E / 24.374660°N 118.138317°E）、桂子礁（24°27′27″N 118°13′56″E / 24.457613°N 118.232094°E）、烏礁[41]（24°27′36″N 118°14′31″E / 24.459952°N 118.242006°E）、黃嶼（24°26′59″N 118°13′01″E / 24.449735°N 118.216916°E）、三嶼（又名三擔）（24°27′04″N 118°12′22″E / 24.451077°N 118.206137°E）、赤角礁（24°28′39″N 118°13′56″E / 24.477368°N 118.232097°E[註 47]）、後頭嶼（24°28′01″N 118°15′00″E / 24.467082°N 118.250129°E）、石牛灘（24°24′54″N 118°15′02″E / 24.414987°N 118.250677°E）

  - 上岐村（5）
    - 東碇島[註 48]（24°09′43″N 118°14′02″E / 24.161919°N 118.233871°E）：僅有非常住人口之島。現有東碇守備隊駐軍，金門群島中最南端之地區。
    - 復興嶼（24°24′12″N 118°13′48″E / 24.403413°N 118.229970°E）：僅有非常住人口之島。現有復興嶼守備隊駐軍。
    - 大膽島（24°23′12″N 118°10′02″E / 24.386650°N 118.167305°E）：僅有非常住人口之島。現有大膽守備隊駐軍。大膽島、二膽島、三膽、四膽、五膽五島和周邊島嶼（石山、兔嶼、獅球、目嶼）合為大膽群島。
    - 二膽島（24°22′49″N 118°09′23″E / 24.380314°N 118.156359°E）：僅有非常住人口之島。現有二膽守備隊駐軍。
    - 無人島（1）：三膽（又名三擔島）[42]（24°22′40″N 118°08′43″E / 24.377792°N 118.145175°E）

  - 西口村（3）
    - 無人島（3）：牛心礁（24°27′15″N 118°12′37″E / 24.454098°N 118.210231°E）、小擔[43] （24°27′06″N 118°12′42″E / 24.451591°N 118.211684°E）、門口礁[44]（24°26′48″N 118°13′37″E / 24.446534°N 118.226959°E）

  - 黃埔村（1）
    - 無人島（1）：金門嶼（24°27′03″N 118°16′24″E / 24.450827°N 118.273242°E）

#### 烏坵列嶼
- 烏坵列嶼（13）

##### 莆田縣（金門縣代管）
- 莆田縣（金門縣代管）（13）

###### 烏坵鄉
- 烏坵鄉（13）
  - 大坵村（6）
    - 大坵嶼（24°59′32″N 119°27′10″E / 24.992120°N 119.452703°E）：有人島。位於該島的虎屏為全金門縣最北端之地區[45]。
    - 無人島（5）：新娘房（2）（一礁石群。其中最大的礁石與大坵嶼以堤防道路連結，並原有駐軍，現已撤除。若可以道路（含堤防道路，非橋梁）與其他島嶼連接，則此礁石應不歸類為島嶼；外圍另有兩塊礁石（24°59′11″N 119°27′22″E / 24.986326°N 119.456145°E）、（24°59′13″N 119°27′26″E / 24.986824°N 119.457313°E），早期國軍炸開後形成兩天然的大水窟）（24°59′13″N 119°27′24″E / 24.986835°N 119.456734°E）、龍爪（3）（24°59′38″N 119°27′19″E / 24.993949°N 119.455398°E）[46]

  - 小坵村（7）
    - 小坵嶼（24°59′01″N 119°28′22″E / 24.983497°N 119.472912°E）：有人島。全金門縣最東端之地區。
    - 無人島（6）：新郎房（24°58′56″N 119°28′00″E / 24.982245°N 119.466760°E）[47]、青蛙石（4）（24°58′43″N 119°28′24″E / 24.978742°N 119.473467°E）[48]、一線天東側（24°58′54″N 119°28′35″E / 24.981720°N 119.476426°E）（漲潮時被分隔開，退潮時有一條小路可涉水而過）[49]

#### 馬祖列島
- 馬祖列島（40）

##### 連江縣
- 連江縣（40）[註 49][註 50]

###### 南竿鄉
- 南竿鄉（5）
  - 多村里分治島嶼（1）
    - 南竿島（26°09′15″N 119°56′40″E / 26.154102°N 119.944421°E）：有人島。為南竿鄉最大島。隸屬於連江縣南竿鄉全鄉所有村。

  - 未編定村里（4）
    - 無人島（4）：黃官嶼（26°09′57″N 119°58′18″E / 26.165951°N 119.971642°E）、鞋礁（26°08′40″N 119°57′54″E / 26.144571°N 119.964880°E）、北泉礁（26°06′57″N 119°58′27″E / 26.115758°N 119.974068°E）、劉泉礁（26°05′09″N 119°57′44″E / 26.085736°N 119.962110°E）

###### 北竿鄉
- 北竿鄉（18）
  - 多村里分治島嶼（1）
    - 北竿島（26°13′24″N 119°59′18″E / 26.223419°N 119.988372°E）：有人島。為北竿鄉最大島。隸屬於北竿鄉全鄉所有村。

  - 未編定村里（12）
    - 無人島（12）：小坵（26°15′13″N 120°00′43″E / 26.253678°N 120.011898°E）、中島（26°15′30″N 119°59′32″E / 26.258206°N 119.992085°E）、白廟（26°16′57″N 119°59′56″E / 26.282549°N 119.998794°E）、老鼠（26°17′53″N 120°00′30″E / 26.298007°N 120.008261°E）、鐵尖島（26°16′23″N 119°58′36″E / 26.272985°N 119.976786°E）、螺山（26°12′49″N 120°00′46″E / 26.213598°N 120.012862°E）、蚌山（26°12′38″N 120°00′46″E / 26.210677°N 120.012801°E）、峭頭（又稱小獅嶼）（26°14′20″N 120°00′57″E / 26.238884°N 120.015801°E）、無名島（又稱大獅嶼）（26°14′20″N 120°00′45″E / 26.238873°N 120.012491°E）、三連礁（26°14′15″N 120°03′40″E / 26.237535°N 120.061074°E）、進嶼（26°11′42″N 119°56′54″E / 26.195087°N 119.948207°E）、鵲石（26°11′14″N 119°58′49″E / 26.187116°N 119.980282°E）

  - 沃村（1）
    - 亮島[註 51]（26°20′32″N 120°13′28″E / 26.342361°N 120.224470°E）：僅有非常住人口之島。現有亮島守備隊駐軍。

  - 橋仔村（1）
    - 大坵（26°14′54″N 120°00′07″E / 26.248409°N 120.001843°E）：僅有非常住人口之島，現有民宿老闆設籍並居住於該島。原為有人島，後居民因交通不便紛紛遷離，至1996年駐防的國軍撤離後，成為無人島。現有非常住人口之島，該島有一戶民宿業者設籍於此。

  - 芹壁村（2）
    - 高登島（26°16′22″N 119°59′10″E / 26.272781°N 119.986026°E）：僅有非常住人口之島。現有高登守備隊駐軍。
    - 無人島（1）：龜島（26°13′36″N 119°58′59″E / 26.226638°N 119.982942°E）

  - 白沙村（1）
    - 無人島（1）：蛤蜊（26°11′38″N 119°58′27″E / 26.193766°N 119.974161°E）

###### 東引鄉
- 東引鄉 [註 52]（10）
  - 多村里分治島嶼（1）
    - 東引島[註 53]（26°22′06″N 120°29′47″E / 26.368365°N 120.496348°E）：有人島。因中柱島填堤造橋，和西引島相聯。馬祖列島中最東端之地區。隸屬於連江縣東引鄉全鄉所有村（樂華村、中柳村）。

  - 未編定村里（6）
    - 無人島（6）：北固礁（馬祖列島中最北端之地區，並同時為中華民國實際管轄領土中最北端之地區）（26°23′22″N 120°28′58″E / 26.389505°N 120.482771°E）、雙子礁（26°21′20″N 120°29′08″E / 26.355525°N 120.485626°E）、西沙礁（又稱蛇礁）（26°21′15″N 120°29′00″E / 26.354030°N 120.483203°E）、南引（又稱大紗或東沙島）（26°09′24″N 120°24′14″E / 26.156579°N 120.403984°E）、浪岩（又稱小紗或亮礁）[註 54] （26°14′57″N 120°12′08″E / 26.249061°N 120.202136°E）、黑岩島[註 47]（26°23′05″N 120°05′06″E / 26.384740°N 120.085107°E）

  - 中柳村（2）
    - 西引島（26°22′47″N 120°28′42″E / 26.379690°N 120.478329°E）：有人島。因中柱島填堤造橋，和東引島相聯。
    - （中柱島（26°22′13″N 120°29′02″E / 26.370258°N 120.483937°E）：因填堤造橋併入東引島）（已與其他島嶼合併，不列入計算）
    - 無人島（1）：芙蓉礁（26°22′43″N 120°29′02″E / 26.378663°N 120.483884°E）

  - 樂華村（1）
    - 無人島（1）：老鼠沙（26°21′25″N 120°29′38″E / 26.356864°N 120.493944°E）

###### 莒光鄉
- 莒光鄉 [註 55]（7）
  - 多村里分治島嶼（2）
    - 東莒島（25°57′48″N 119°58′29″E / 25.963381°N 119.974813°E）：有人島。又稱東犬島。隸屬於連江縣莒光鄉福正村、大坪村。
    - 西莒島（25°58′40″N 119°56′12″E / 25.977651°N 119.936585°E）：有人島。又稱西犬島。隸屬於連江縣莒光鄉田沃村、西坵村、青帆村。

  - 未編定村里（5）
    - 無人島（5）：永留嶼（又稱中流嶼）（25°58′27″N 119°57′59″E / 25.974292°N 119.966378°E）、犀牛嶼（又稱西牛嶼）（25°58′25″N 119°58′33″E / 25.973662°N 119.975733°E）、林拗（又稱林頭坳，馬祖列島中最南端之地區）（25°56′39″N 119°57′47″E / 25.944119°N 119.963038°E）、大嶼（25°58′57″N 119°59′34″E / 25.982603°N 119.992802°E）、蛇山（又稱蛇島）（25°58′31″N 119°55′12″E / 25.975363°N 119.920014°E）

### 南海諸島
- 南海諸島（3）

#### 海南特別行政區（高雄市代管）
- 海南特別行政區（高雄市代管）（3）

##### 東沙群島
- 東沙群島（1）
  - 南沙群島管理局東沙鄉（旗津區代管）（1）
    - 東沙島（20°42′04″N 116°43′44″E / 20.701212°N 116.728848°E）：有非常住人口之島。一珊瑚島。無常住人口，僅有海巡署官兵常態駐守於島上。原隸屬於海南特別行政區南沙群島管理局東沙鄉自由村、平等村、博愛村三村，現由高雄市旗津區中興里18鄰代管。
    - （東沙礁（20°37′51″N 116°52′38″E / 20.630962°N 116.877297°E）：C型環狀，礁弧長約16公里，寬約2公里，礁湖內徑約20～25公里，水深一般不超過20米。低潮時東部、西部和北部有礁盤露出）（非島嶼，不列入計算）
    - （南衛灘（20°57′36″N 115°57′33″E / 20.9599°N 115.9593°E）：一淹沒在海水下的珊瑚暗灘，最淺處水深58米。原隸屬於海南特別行政區南沙群島管理局東沙鄉自由村）（非島嶼，不列入計算）
    - （北衛灘（21°04′43″N 116°00′12″E / 21.078500°N 116.003200°E）：一淹沒在海水下的珊瑚暗灘，最淺處水深約60米。原隸屬於海南特別行政區南沙群島管理局東沙鄉自由村）（非島嶼，不列入計算）

##### 中沙群島
- （中沙群島（1））
  - （南沙群島管理局永興鄉（1））
    - （黃岩島（爭議區域）（15°13′12″N 117°44′05″E / 15.219940°N 117.734709°E）：無人島。又稱民主礁，為中沙群島漲潮時唯一露出水面的島礁。目前由中華人民共和國海警駐守執法，但中華民國行政院現今仍將其列入中華民國有效管轄土地範圍[9]，原隸屬於海南特別行政區南沙群島管理局永興鄉和五村）（非實質管轄，不列入計算）

##### 南沙群島
- 南沙群島（1）
  - 南沙群島管理局太平鄉（旗津區代管）（2）
    - 太平島（10°22′38″N 114°21′55″E / 10.377165°N 114.365239°E）：有人島，一珊瑚島。南沙群島中最大的天然島，位於鄭和群礁。中華民國實際管轄領土中最南端和最西端之地區，常住人口共5人，並有數百名公務人員駐守。原隸屬於海南特別行政區南沙群島管理局太平鄉太平村，現由高雄市旗津區中興里18鄰代管。
    - 中洲礁（10°23′09″N 114°24′47″E / 10.385793°N 114.413166°E）：無人島，一珊瑚島礁，位於鄭和群礁。漲潮時，島礁露出面積約100平方公尺。中華民國在2000年以後實際控制至今，由太平島守軍直接監控。原公布隸屬區域時因未發現此島礁而並未設立，現由高雄市旗津區中興里18鄰代管。

## 外部連結
- 離島建設條例增訂第九條之三、第十二條之一及第十五條之一條文；並修正第九條及第十三條條文 總統府公報-第6980期 2011-6-22（页面存档备份，存于）（繁體中文）